# Судова система Ізраїлю
Судова система Ізраїлю — система органів державної влади (судів), які здійснюють правосуддя на території Держави Ізраїль згідно з законодавством Ізраїлю про порядок судочинства.
|  |

## Введення
Держава Ізраїль є єврейською та демократичною державою, має свою незалежну правову систему. В Ізраїлі реалізований принцип поділу влади і більшою мірою підтримується баланс між владою. У правовій системі Ізраїлю об'єднані основи загального і континентального права, а також характерні особливості національного права. З проголошенням держави його система судочинства ґрунтувалася на британській моделі, проте з часом ця система була значною мірою реформована.
Судова гілка влади в Ізраїлі складається з системи судів загальної юрисдикції та судів спеціальної юрисдикції, які також називають трибуналами. Система загальної юрисдикції складається з трьох інстанцій — Верховного, окружного і світового суду. Повноваження судів загальної юрисдикції поширюються на цивільні, кримінальні та адміністративні справи. Повноваження судів спеціальної юрисдикції обмежені вузькоспеціальними справами і поширюються на певні групи населення. Спеціальними є такі суди, як суд з трудових конфліктів, релігійні суди, військовий трибунал і адміністративні трибунали.
Згідно з Основним законом Верховний суд Ізраїлю знаходиться в Єрусалимі. Рішення про заснування нових окружних і світових судів, їх місцезнаходження, юрисдикції і числі суддів приймаються міністром юстиції. Подібні рішення міністр юстиції правомочний приймати і стосовно регіональних судів з трудових конфліктів, але він зобов'язаний при цьому радитися з міністром праці, повноваження якого були передані міністру промисловості, торгівлі і зайнятості в 2003 році. В даний час міністр юстиції також засновує релігійні суди (раніше ці повноваження були у міністра у справах релігій). Питання, пов'язані з військовим трибуналом, перебувають у віданні міністра оборони, рішення про заснування нового судового військового округу приймається начальником Генштабу.
В Ізраїлі немає інституту присяжних  — рішення суду виносяться професійними суддями. До складу регіональних судів з трудових конфліктів входять представники громадськості, але і вони є не присяжними засідателями, а повноважними суддями.

## Основні засади судочинства
- Принципи судочинства Ізраїлю ідуть своїми коренями в Тору (П'ятикнижжя)[2], де говориться: «Не робіть кривди в суді, не будь поблажливий до вбогого, і не догоджай знатного: за правдою суди свого ближнього» (Вайкра 19:15). Створюючи судові органи, Мойсей визначив вимоги до суддів: «вислуховуйте братів ваших і судіть справедливо кожного з його братом і з приходьком його. Не давайте нікому переваги: як малого, так і великого вислуховуйте; не бійтеся нікого…» (Дварим 1:16-17).
- Згідно Декларації незалежності Держави Ізраїль «ґрунтуватиметься на принципах свободи, справедливості та миру у відповідності з предначертаниями єврейських пророків»[3]. Цей принцип також закріплений в Законі про основи права[4]: «якщо суд розглядає юридичний питання, що не має вирішення в законодавстві, судових прецедентах або застосуванням аналогії, він повинен виносити рішення у відповідності з принципами свободи, справедливості, рівності й миру, закладеними в спадщині єврейського народу».
- Основний закон про порядок судочинства[1] гарантує суддям незалежність при виконанні судових повноважень. У законі сказано: «особа, наділена судовою владою, у відправленні своїх судових повноважень не відповідає нікому і нічому, крім закону»[5]. Судді також мають широку особистою незалежністю: їх посаду постійна, вони можуть займати її до сімдесятирічного віку і, крім виняткових випадків, вони не можуть бути зміщені. Суддям гарантовані зарплата, умови служби та особиста недоторканність.
- У відповідності з Законом про суди[6] забезпечується публічність судочинства. Засідання суду при закритих дверях допускаються лише у випадках, обумовлених у законі, коли мова йде про державної безпеки, захисту інтересів неповнолітнього, родинних відносинах і в деяких інших випадках[7].

## Коротка історія
Єврейське судочинство зародився в глибокій старовині і досягло високого рівня в період Синедріону. Під час двотисячолітньої діаспори народ Ізраїлю, здійснюючи автономну судову систему в багатьох країнах, зберіг традиції свого права і судочинства.
Напередодні створення Держави Ізраїль в Ерец-Ісраель функціонувала судова система британського мандата, включала деякі суди, створені ще під час Османської (Оттоманської) імперії. Керівництво ішува — Єврейське агентство і Національний комітет — зайняте організацією виконавчої влади та побудовою армії, не створило судову систему майбутнього держави. Тим не менш, в жовтні 1947 року Національний комітет відкрив юридичний відділ, керована доктором Зерахом Вархафтигом, а пізніше був заснований «Судово-правову раду», на чолі якого стояв адвокат Дов Йосеф. Ці інститути, а також Об'єднання єврейських адвокатів, очолюване адвокатом Менахемом Дункельблюмом, обговорювали структуру майбутньої юридичної системи.
Після проголошення держави Тимчасовим Державним Радою було видано Постанову про систему влади і судової влади. Відповідно до статті 11 Постанови в новій державі зберігалося діяло раніше право із внесеними до неї необхідними змінами, а згідно статті 17 діяли за мандат суди зберігали свої функції. Повноваження призначати суддів перейшли від короля Великої Британії і Верховного комісара Палестини до Тимчасового уряду Ізраїлю. Після проголошення держави були призначені судді світових і окружних судів, причому призначення отримали євреї і араби, що служили суддями в підмандатної системі, а також деякі адвокати та громадські діячі. В червні 1948 року був виданий Указ про суди (правила перехідного періоду), визначив правила судочинства. Верховний суд не був відкритий разом з іншими судами, а функції Багацу спочатку виконував окружний суд Тель-Авіві. Міністр юстиції Пінхас Розен і видатний адвокат доктор Моше Змора підготували список кандидатів на посаду суддів Верховного суду, який був затверджений Тимчасовим урядом. Головою Верховного суду призначили доктора Моше Змору, і суд був відкритий 14 вересня 1948 року в Єрусалимі.
У 1953 році Кнесет прийняв Закон про суддів, в якому була встановлена система вибору суддів, що діє донині. У 1957 році був прийнятий Закон про суди, закріпив повноваження всіх судів загальної юрисдикції. У 1984 році ці два закони і деякі інші були замінені Законом про суди [комбінована версія], і в тому ж році був прийнятий Основний закон про судочинство..

## Загальна схема судової системи Ізраїлю
| Верховний суд                                                         |                                                                       |                                                                       |                                                                       |                                                                       |                                                                       |                                                          |                                                          |                                                          |                                                          |                                                          |                                                          |                                                  |                                                  |                                                     |                                                     |                                                        |                                                        |                                                        |                                                        |                                                        |                                                        |                                  |                                  |                                                                   |                                                                   |                                                                   |                                                                   |                                                                   |                                                                   |                                                              |                                                              |                                                                |                                                                |                                                                |                                                                |                                                                |                                                                |  |  |                                                                                  |                                                                                  |                                                                                  |                                                                                  |                                                                                  |                                                                                  |  |  |                                            |                                            |                                            |                                            |                                            |                                            |  |  |                                            |                                            |                                            |                                            |                                            |                                            |  |  |  |  |  |  |  |  |  |  |  |  |  |  |  |  |  |  |  |  |
| Апеляційний суд по цивільним, кримінальним и адміністративним справам | Апеляційний суд по цивільним, кримінальним и адміністративним справам | Апеляційний суд по цивільним, кримінальним и адміністративним справам | Апеляційний суд по цивільним, кримінальним и адміністративним справам | Апеляційний суд по цивільним, кримінальним и адміністративним справам | Апеляційний суд по цивільним, кримінальним и адміністративним справам |                                                          |                                                          | Особливі повноваження                                    | Особливі повноваження                                    | Особливі повноваження                                    | Особливі повноваження                                    | Особливі повноваження                            | Особливі повноваження                            |                                                     |                                                     |                                                        |                                                        |                                                        |                                                        |                                                        |                                                        |                                  |                                  | БАГАЦ                                                             | БАГАЦ                                                             | БАГАЦ                                                             | БАГАЦ                                                             | БАГАЦ                                                             | БАГАЦ                                                             |                                                              |                                                              |                                                                |                                                                |                                                                |                                                                |                                                                |                                                                |  |  |                                                                                  |                                                                                  |                                                                                  |                                                                                  |                                                                                  |                                                                                  |  |  |                                            |                                            |                                            |                                            |                                            |                                            |  |  |                                            |                                            |                                            |                                            |                                            |                                            |  |  |  |  |  |  |  |  |  |  |  |  |  |  |  |  |  |  |  |  |
| Апеляційний суд по цивільним, кримінальним и адміністративним справам | Апеляційний суд по цивільним, кримінальним и адміністративним справам | Апеляційний суд по цивільним, кримінальним и адміністративним справам | Апеляційний суд по цивільним, кримінальним и адміністративним справам | Апеляційний суд по цивільним, кримінальним и адміністративним справам | Апеляційний суд по цивільним, кримінальним и адміністративним справам |                                                          |                                                          | Особливі повноваження                                    | Особливі повноваження                                    | Особливі повноваження                                    | Особливі повноваження                                    | Особливі повноваження                            | Особливі повноваження                            |                                                     |                                                     |                                                        |                                                        |                                                        |                                                        |                                                        |                                                        |                                  |                                  | БАГАЦ                                                             | БАГАЦ                                                             | БАГАЦ                                                             | БАГАЦ                                                             | БАГАЦ                                                             | БАГАЦ                                                             |                                                              |                                                              |                                                                |                                                                |                                                                |                                                                |                                                                |                                                                |  |  |                                                                                  |                                                                                  |                                                                                  |                                                                                  |                                                                                  |                                                                                  |  |  |                                            |                                            |                                            |                                            |                                            |                                            |  |  |                                            |                                            |                                            |                                            |                                            |                                            |  |  |  |  |  |  |  |  |  |  |  |  |  |  |  |  |  |  |  |  |
|                                                                       |                                                                       |                                                                       |                                                                       |                                                                       |                                                                       |                                                          |                                                          |                                                          |                                                          |                                                          |                                                          |                                                  |                                                  |                                                     |                                                     |                                                        |                                                        |                                                        |                                                        |                                                        |                                                        |                                  |                                  |                                                                   |                                                                   |                                                                   |                                                                   |                                                                   |                                                                   |                                                              |                                                              |                                                                |                                                                |                                                                |                                                                |                                                                |                                                                |  |  |                                                                                  |                                                                                  |                                                                                  |                                                                                  |                                                                                  |                                                                                  |  |  |                                            |                                            |                                            |                                            |                                            |                                            |  |  |                                            |                                            |                                            |                                            |                                            |                                            |  |  |  |  |  |  |  |  |  |  |  |  |  |  |  |  |  |  |  |  |
|                                                                       |                                                                       |                                                                       |                                                                       |                                                                       |                                                                       |                                                          |                                                          |                                                          |                                                          |                                                          |                                                          |                                                  |                                                  |                                                     |                                                     |                                                        |                                                        |                                                        |                                                        |                                                        |                                                        |                                  |                                  |                                                                   |                                                                   |                                                                   |                                                                   |                                                                   |                                                                   |                                                              |                                                              |                                                                |                                                                |                                                                |                                                                |                                                                |                                                                |  |  |                                                                                  |                                                                                  |                                                                                  |                                                                                  |                                                                                  |                                                                                  |  |  |                                            |                                            |                                            |                                            |                                            |                                            |  |  |                                            |                                            |                                            |                                            |                                            |                                            |  |  |  |  |  |  |  |  |  |  |  |  |  |  |  |  |  |  |  |  |
|                                                                       |                                                                       |                                                                       |                                                                       |                                                                       |                                                                       |                                                          |                                                          | Апеляції на рішення Центральної виборчої комісії         | Апеляції на рішення Центральної виборчої комісії         | Апеляції на рішення Центральної виборчої комісії         | Апеляції на рішення Центральної виборчої комісії         | Апеляції на рішення Центральної виборчої комісії | Апеляції на рішення Центральної виборчої комісії |                                                     |                                                     | Апеляції на рішення Військового апеляційного трибуналу | Апеляції на рішення Військового апеляційного трибуналу | Апеляції на рішення Військового апеляційного трибуналу | Апеляції на рішення Військового апеляційного трибуналу | Апеляції на рішення Військового апеляційного трибуналу | Апеляції на рішення Військового апеляційного трибуналу |                                  |                                  | Судовий захист в ім'я справедливості                              | Судовий захист в ім'я справедливості                              | Судовий захист в ім'я справедливості                              | Судовий захист в ім'я справедливості                              | Судовий захист в ім'я справедливості                              | Судовий захист в ім'я справедливості                              |                                                              |                                                              | Ордери, що забов'язують органи влади і їхніх представників     | Ордери, що забов'язують органи влади і їхніх представників     | Ордери, що забов'язують органи влади і їхніх представників     | Ордери, що забов'язують органи влади і їхніх представників     | Ордери, що забов'язують органи влади і їхніх представників     | Ордери, що забов'язують органи влади і їхніх представників     |  |  | Ордер на звільнення незаконно затриманих і ув'язнених                            | Ордер на звільнення незаконно затриманих і ув'язнених                            | Ордер на звільнення незаконно затриманих і ув'язнених                            | Ордер на звільнення незаконно затриманих і ув'язнених                            | Ордер на звільнення незаконно затриманих і ув'язнених                            | Ордер на звільнення незаконно затриманих і ув'язнених                            |  |  | Судовий контроль над законами              | Судовий контроль над законами              | Судовий контроль над законами              | Судовий контроль над законами              | Судовий контроль над законами              | Судовий контроль над законами              |  |  |                                            |                                            |                                            |                                            |                                            |                                            |  |  |  |  |  |  |  |  |  |  |  |  |  |  |  |  |  |  |  |  |
|                                                                       |                                                                       |                                                                       |                                                                       |                                                                       |                                                                       |                                                          |                                                          | Апеляції на рішення Центральної виборчої комісії         | Апеляції на рішення Центральної виборчої комісії         | Апеляції на рішення Центральної виборчої комісії         | Апеляції на рішення Центральної виборчої комісії         | Апеляції на рішення Центральної виборчої комісії | Апеляції на рішення Центральної виборчої комісії |                                                     |                                                     | Апеляції на рішення Військового апеляційного трибуналу | Апеляції на рішення Військового апеляційного трибуналу | Апеляції на рішення Військового апеляційного трибуналу | Апеляції на рішення Військового апеляційного трибуналу | Апеляції на рішення Військового апеляційного трибуналу | Апеляції на рішення Військового апеляційного трибуналу |                                  |                                  | Судовий захист в ім'я справедливості                              | Судовий захист в ім'я справедливості                              | Судовий захист в ім'я справедливості                              | Судовий захист в ім'я справедливості                              | Судовий захист в ім'я справедливості                              | Судовий захист в ім'я справедливості                              |                                                              |                                                              | Ордери, що забов'язують органи влади і їхніх представників     | Ордери, що забов'язують органи влади і їхніх представників     | Ордери, що забов'язують органи влади і їхніх представників     | Ордери, що забов'язують органи влади і їхніх представників     | Ордери, що забов'язують органи влади і їхніх представників     | Ордери, що забов'язують органи влади і їхніх представників     |  |  | Ордер на звільнення незаконно затриманих і ув'язнених                            | Ордер на звільнення незаконно затриманих і ув'язнених                            | Ордер на звільнення незаконно затриманих і ув'язнених                            | Ордер на звільнення незаконно затриманих і ув'язнених                            | Ордер на звільнення незаконно затриманих і ув'язнених                            | Ордер на звільнення незаконно затриманих і ув'язнених                            |  |  | Судовий контроль над законами              | Судовий контроль над законами              | Судовий контроль над законами              | Судовий контроль над законами              | Судовий контроль над законами              | Судовий контроль над законами              |  |  |                                            |                                            |                                            |                                            |                                            |                                            |  |  |  |  |  |  |  |  |  |  |  |  |  |  |  |  |  |  |  |  |
|                                                                       |                                                                       |                                                                       |                                                                       |                                                                       |                                                                       |                                                          |                                                          |                                                          |                                                          |                                                          |                                                          |                                                  |                                                  |                                                     |                                                     |                                                        |                                                        |                                                        |                                                        |                                                        |                                                        |                                  |                                  |                                                                   |                                                                   |                                                                   |                                                                   |                                                                   |                                                                   |                                                              |                                                              |                                                                |                                                                |                                                                |                                                                |                                                                |                                                                |  |  |                                                                                  |                                                                                  |                                                                                  |                                                                                  |                                                                                  |                                                                                  |  |  |                                            |                                            |                                            |                                            |                                            |                                            |  |  |                                            |                                            |                                            |                                            |                                            |                                            |  |  |  |  |  |  |  |  |  |  |  |  |  |  |  |  |  |  |  |  |
|                                                                       |                                                                       |                                                                       |                                                                       |                                                                       |                                                                       |                                                          |                                                          |                                                          |                                                          |                                                          |                                                          |                                                  |                                                  |                                                     |                                                     |                                                        |                                                        |                                                        |                                                        |                                                        |                                                        |                                  |                                  | Ордер суду, трибуналу або іншому органу з судовими повноваженнями | Ордер суду, трибуналу або іншому органу з судовими повноваженнями | Ордер суду, трибуналу або іншому органу з судовими повноваженнями | Ордер суду, трибуналу або іншому органу з судовими повноваженнями | Ордер суду, трибуналу або іншому органу з судовими повноваженнями | Ордер суду, трибуналу або іншому органу з судовими повноваженнями |                                                              |                                                              | Судовий контроль за дотриманням повноважень релігійними судами | Судовий контроль за дотриманням повноважень релігійними судами | Судовий контроль за дотриманням повноважень релігійними судами | Судовий контроль за дотриманням повноважень релігійними судами | Судовий контроль за дотриманням повноважень релігійними судами | Судовий контроль за дотриманням повноважень релігійними судами |  |  | Судовий контроль над рішеннями Загальноізраїльського суду по трудовим конфліктам | Судовий контроль над рішеннями Загальноізраїльського суду по трудовим конфліктам | Судовий контроль над рішеннями Загальноізраїльського суду по трудовим конфліктам | Судовий контроль над рішеннями Загальноізраїльського суду по трудовим конфліктам | Судовий контроль над рішеннями Загальноізраїльського суду по трудовим конфліктам | Судовий контроль над рішеннями Загальноізраїльського суду по трудовим конфліктам |  |  |                                            |                                            |                                            |                                            |                                            |                                            |  |  |                                            |                                            |                                            |                                            |                                            |                                            |  |  |  |  |  |  |  |  |  |  |  |  |  |  |  |  |  |  |  |  |
|                                                                       |                                                                       |                                                                       |                                                                       |                                                                       |                                                                       |                                                          |                                                          |                                                          |                                                          |                                                          |                                                          |                                                  |                                                  |                                                     |                                                     |                                                        |                                                        |                                                        |                                                        |                                                        |                                                        |                                  |                                  | Ордер суду, трибуналу або іншому органу з судовими повноваженнями | Ордер суду, трибуналу або іншому органу з судовими повноваженнями | Ордер суду, трибуналу або іншому органу з судовими повноваженнями | Ордер суду, трибуналу або іншому органу з судовими повноваженнями | Ордер суду, трибуналу або іншому органу з судовими повноваженнями | Ордер суду, трибуналу або іншому органу з судовими повноваженнями |                                                              |                                                              | Судовий контроль за дотриманням повноважень релігійними судами | Судовий контроль за дотриманням повноважень релігійними судами | Судовий контроль за дотриманням повноважень релігійними судами | Судовий контроль за дотриманням повноважень релігійними судами | Судовий контроль за дотриманням повноважень релігійними судами | Судовий контроль за дотриманням повноважень релігійними судами |  |  | Судовий контроль над рішеннями Загальноізраїльського суду по трудовим конфліктам | Судовий контроль над рішеннями Загальноізраїльського суду по трудовим конфліктам | Судовий контроль над рішеннями Загальноізраїльського суду по трудовим конфліктам | Судовий контроль над рішеннями Загальноізраїльського суду по трудовим конфліктам | Судовий контроль над рішеннями Загальноізраїльського суду по трудовим конфліктам | Судовий контроль над рішеннями Загальноізраїльського суду по трудовим конфліктам |  |  |                                            |                                            |                                            |                                            |                                            |                                            |  |  |                                            |                                            |                                            |                                            |                                            |                                            |  |  |  |  |  |  |  |  |  |  |  |  |  |  |  |  |  |  |  |  |
|                                                                       |                                                                       |                                                                       |                                                                       |                                                                       |                                                                       |                                                          |                                                          |                                                          |                                                          |                                                          |                                                          |                                                  |                                                  |                                                     |                                                     |                                                        |                                                        |                                                        |                                                        |                                                        |                                                        |                                  |                                  |                                                                   |                                                                   |                                                                   |                                                                   |                                                                   |                                                                   |                                                              |                                                              |                                                                |                                                                |                                                                |                                                                |                                                                |                                                                |  |  |                                                                                  |                                                                                  |                                                                                  |                                                                                  |                                                                                  |                                                                                  |  |  |                                            |                                            |                                            |                                            |                                            |                                            |  |  |                                            |                                            |                                            |                                            |                                            |                                            |  |  |  |  |  |  |  |  |  |  |  |  |  |  |  |  |  |  |  |  |
| Окружний суд                                                          | Окружний суд                                                          | Окружний суд                                                          | Окружний суд                                                          | Окружний суд                                                          | Окружний суд                                                          |                                                          |                                                          |                                                          |                                                          |                                                          |                                                          |                                                  |                                                  |                                                     |                                                     |                                                        |                                                        |                                                        |                                                        |                                                        |                                                        |                                  |                                  |                                                                   |                                                                   |                                                                   |                                                                   |                                                                   |                                                                   |                                                              |                                                              |                                                                |                                                                |                                                                |                                                                |                                                                |                                                                |  |  | Загальноізраїльський суд по трудовим конфліктам                                  | Загальноізраїльський суд по трудовим конфліктам                                  | Загальноізраїльський суд по трудовим конфліктам                                  | Загальноізраїльський суд по трудовим конфліктам                                  | Загальноізраїльський суд по трудовим конфліктам                                  | Загальноізраїльський суд по трудовим конфліктам                                  |  |  |                                            |                                            |                                            |                                            |                                            |                                            |  |  |                                            |                                            |                                            |                                            |                                            |                                            |  |  |  |  |  |  |  |  |  |  |  |  |  |  |  |  |  |  |  |  |
| Окружний суд                                                          | Окружний суд                                                          | Окружний суд                                                          | Окружний суд                                                          | Окружний суд                                                          | Окружний суд                                                          | Суд першої інстанції: Цивільні справи Кримінальні справи | Суд першої інстанції: Цивільні справи Кримінальні справи | Суд першої інстанції: Цивільні справи Кримінальні справи | Суд першої інстанції: Цивільні справи Кримінальні справи | Суд першої інстанції: Цивільні справи Кримінальні справи | Суд першої інстанції: Цивільні справи Кримінальні справи |                                                  |                                                  | Апеляційний суд по цивільним і кримінальним справам | Апеляційний суд по цивільним і кримінальним справам | Апеляційний суд по цивільним і кримінальним справам    | Апеляційний суд по цивільним і кримінальним справам    | Апеляційний суд по цивільним і кримінальним справам    | Апеляційний суд по цивільним і кримінальним справам    |                                                        |                                                        | Суд по адміністративним питанням | Суд по адміністративним питанням | Суд по адміністративним питанням                                  | Суд по адміністративним питанням                                  | Суд по адміністративним питанням                                  | Суд по адміністративним питанням                                  |                                                                   |                                                                   | Апеляції у справах дисциплінарного суду державних службовців | Апеляції у справах дисциплінарного суду державних службовців | Апеляції у справах дисциплінарного суду державних службовців   | Апеляції у справах дисциплінарного суду державних службовців   | Апеляції у справах дисциплінарного суду державних службовців   | Апеляції у справах дисциплінарного суду державних службовців   |                                                                |                                                                |  |  |                                                                                  |                                                                                  |                                                                                  |                                                                                  | Загальноізраїльський суд по трудовим конфліктам                                  | Загальноізраїльський суд по трудовим конфліктам                                  |  |  | Апеляційний />суд по трудовим конфліктам   | Апеляційний />суд по трудовим конфліктам   | Апеляційний />суд по трудовим конфліктам   | Апеляційний />суд по трудовим конфліктам   | Апеляційний />суд по трудовим конфліктам   | Апеляційний />суд по трудовим конфліктам   |  |  | Суперечки між работодавцями і профспілками | Суперечки між работодавцями і профспілками | Суперечки між работодавцями і профспілками | Суперечки між работодавцями і профспілками | Суперечки між работодавцями і профспілками | Суперечки між работодавцями і профспілками |  |  |  |  |  |  |  |  |  |  |  |  |  |  |  |  |  |  |  |  |
|                                                                       |                                                                       |                                                                       |                                                                       |                                                                       |                                                                       | Суд першої інстанції: Цивільні справи Кримінальні справи | Суд першої інстанції: Цивільні справи Кримінальні справи | Суд першої інстанції: Цивільні справи Кримінальні справи | Суд першої інстанції: Цивільні справи Кримінальні справи | Суд першої інстанції: Цивільні справи Кримінальні справи | Суд першої інстанції: Цивільні справи Кримінальні справи |                                                  |                                                  | Апеляційний суд по цивільним і кримінальним справам | Апеляційний суд по цивільним і кримінальним справам | Апеляційний суд по цивільним і кримінальним справам    | Апеляційний суд по цивільним і кримінальним справам    | Апеляційний суд по цивільним і кримінальним справам    | Апеляційний суд по цивільним і кримінальним справам    |                                                        |                                                        | Суд по адміністративним питанням | Суд по адміністративним питанням | Суд по адміністративним питанням                                  | Суд по адміністративним питанням                                  | Суд по адміністративним питанням                                  | Суд по адміністративним питанням                                  |                                                                   |                                                                   | Апеляції у справах дисциплінарного суду державних службовців | Апеляції у справах дисциплінарного суду державних службовців | Апеляції у справах дисциплінарного суду державних службовців   | Апеляції у справах дисциплінарного суду державних службовців   | Апеляції у справах дисциплінарного суду державних службовців   | Апеляції у справах дисциплінарного суду державних службовців   |                                                                |                                                                |  |  |                                                                                  |                                                                                  |                                                                                  |                                                                                  |                                                                                  |                                                                                  |  |  | Апеляційний />суд по трудовим конфліктам   | Апеляційний />суд по трудовим конфліктам   | Апеляційний />суд по трудовим конфліктам   | Апеляційний />суд по трудовим конфліктам   | Апеляційний />суд по трудовим конфліктам   | Апеляційний />суд по трудовим конфліктам   |  |  | Суперечки між работодавцями і профспілками | Суперечки між работодавцями і профспілками | Суперечки між работодавцями і профспілками | Суперечки між работодавцями і профспілками | Суперечки між работодавцями і профспілками | Суперечки між работодавцями і профспілками |  |  |  |  |  |  |  |  |  |  |  |  |  |  |  |  |  |  |  |  |
|                                                                       |                                                                       |                                                                       |                                                                       |                                                                       |                                                                       |                                                          |                                                          |                                                          |                                                          |                                                          |                                                          |                                                  |                                                  |                                                     |                                                     |                                                        |                                                        |                                                        |                                                        |                                                        |                                                        |                                  |                                  |                                                                   |                                                                   |                                                                   |                                                                   |                                                                   |                                                                   |                                                              |                                                              |                                                                |                                                                |                                                                |                                                                |                                                                |                                                                |  |  |                                                                                  |                                                                                  |                                                                                  |                                                                                  |                                                                                  |                                                                                  |  |  |                                            |                                            |                                            |                                            |                                            |                                            |  |  |                                            |                                            |                                            |                                            |                                            |                                            |  |  |  |  |  |  |  |  |  |  |  |  |  |  |  |  |  |  |  |  |
|                                                                       |                                                                       |                                                                       |                                                                       |                                                                       |                                                                       |                                                          |                                                          |                                                          |                                                          |                                                          |                                                          |                                                  |                                                  |                                                     |                                                     |                                                        |                                                        |                                                        |                                                        |                                                        |                                                        |                                  |                                  |                                                                   |                                                                   |                                                                   |                                                                   |                                                                   |                                                                   |                                                              |                                                              |                                                                |                                                                |                                                                |                                                                |                                                                |                                                                |  |  |                                                                                  |                                                                                  |                                                                                  |                                                                                  |                                                                                  |                                                                                  |  |  |                                            |                                            |                                            |                                            |                                            |                                            |  |  |                                            |                                            |                                            |                                            |                                            |                                            |  |  |  |  |  |  |  |  |  |  |  |  |  |  |  |  |  |  |  |  |
|                                                                       |                                                                       |                                                                       |                                                                       |                                                                       |                                                                       |                                                          |                                                          |                                                          |                                                          |                                                          |                                                          |                                                  |                                                  |                                                     |                                                     |                                                        |                                                        |                                                        |                                                        |                                                        |                                                        |                                  |                                  |                                                                   |                                                                   |                                                                   |                                                                   |                                                                   |                                                                   |                                                              |                                                              |                                                                |                                                                |                                                                |                                                                |                                                                |                                                                |  |  |                                                                                  |                                                                                  |                                                                                  |                                                                                  |                                                                                  |                                                                                  |  |  |                                            |                                            |                                            |                                            |                                            |                                            |  |  |                                            |                                            |                                            |                                            |                                            |                                            |  |  |  |  |  |  |  |  |  |  |  |  |  |  |  |  |  |  |  |  |
| Світовий суд                                                          | Світовий суд                                                          | Світовий суд                                                          | Світовий суд                                                          | Світовий суд                                                          | Світовий суд                                                          |                                                          |                                                          |                                                          |                                                          |                                                          |                                                          |                                                  |                                                  |                                                     |                                                     |                                                        |                                                        |                                                        |                                                        |                                                        |                                                        |                                  |                                  |                                                                   |                                                                   |                                                                   |                                                                   |                                                                   |                                                                   |                                                              |                                                              |                                                                |                                                                |                                                                |                                                                |                                                                |                                                                |  |  | Регіональний суд по трудовим конфліктам                                          | Регіональний суд по трудовим конфліктам                                          | Регіональний суд по трудовим конфліктам                                          | Регіональний суд по трудовим конфліктам                                          | Регіональний суд по трудовим конфліктам                                          | Регіональний суд по трудовим конфліктам                                          |  |  |                                            |                                            |                                            |                                            |                                            |                                            |  |  |                                            |                                            |                                            |                                            |                                            |                                            |  |  |  |  |  |  |  |  |  |  |  |  |  |  |  |  |  |  |  |  |
| Світовий суд                                                          | Світовий суд                                                          | Світовий суд                                                          | Світовий суд                                                          | Світовий суд                                                          | Світовий суд                                                          | Суд першої інстанції: Цивільні справи Кримінальні справи | Суд першої інстанції: Цивільні справи Кримінальні справи | Суд першої інстанції: Цивільні справи Кримінальні справи | Суд першої інстанції: Цивільні справи Кримінальні справи | Суд першої інстанції: Цивільні справи Кримінальні справи | Суд першої інстанції: Цивільні справи Кримінальні справи |                                                  |                                                  | Суд по сімейним справам                             | Суд по сімейним справам                             | Суд по сімейним справам                                | Суд по сімейним справам                                | Суд по сімейним справам                                | Суд по сімейним справам                                |                                                        |                                                        | Суд по по місцевим справам       | Суд по по місцевим справам       | Суд по по місцевим справам                                        | Суд по по місцевим справам                                        | Суд по по місцевим справам                                        | Суд по по місцевим справам                                        |                                                                   |                                                                   | Суд по дорожньо- транспортним справам                        | Суд по дорожньо- транспортним справам                        | Суд по дорожньо- транспортним справам                          | Суд по дорожньо- транспортним справам                          | Суд по дорожньо- транспортним справам                          | Суд по дорожньо- транспортним справам                          |                                                                |                                                                |  |  |                                                                                  |                                                                                  |                                                                                  |                                                                                  | Регіональний суд по трудовим конфліктам                                          | Регіональний суд по трудовим конфліктам                                          |  |  | Взаємовідносини працівників і роботодавців | Взаємовідносини працівників і роботодавців | Взаємовідносини працівників і роботодавців | Взаємовідносини працівників і роботодавців | Взаємовідносини працівників і роботодавців | Взаємовідносини працівників і роботодавців |  |  | Питання національного страхування          | Питання національного страхування          | Питання національного страхування          | Питання національного страхування          | Питання національного страхування          | Питання національного страхування          |  |  |  |  |  |  |  |  |  |  |  |  |  |  |  |  |  |  |  |  |
|                                                                       |                                                                       |                                                                       |                                                                       |                                                                       |                                                                       | Суд першої інстанції: Цивільні справи Кримінальні справи | Суд першої інстанції: Цивільні справи Кримінальні справи | Суд першої інстанції: Цивільні справи Кримінальні справи | Суд першої інстанції: Цивільні справи Кримінальні справи | Суд першої інстанції: Цивільні справи Кримінальні справи | Суд першої інстанції: Цивільні справи Кримінальні справи |                                                  |                                                  | Суд по сімейним справам                             | Суд по сімейним справам                             | Суд по сімейним справам                                | Суд по сімейним справам                                | Суд по сімейним справам                                | Суд по сімейним справам                                |                                                        |                                                        | Суд по по місцевим справам       | Суд по по місцевим справам       | Суд по по місцевим справам                                        | Суд по по місцевим справам                                        | Суд по по місцевим справам                                        | Суд по по місцевим справам                                        |                                                                   |                                                                   | Суд по дорожньо- транспортним справам                        | Суд по дорожньо- транспортним справам                        | Суд по дорожньо- транспортним справам                          | Суд по дорожньо- транспортним справам                          | Суд по дорожньо- транспортним справам                          | Суд по дорожньо- транспортним справам                          |                                                                |                                                                |  |  |                                                                                  |                                                                                  |                                                                                  |                                                                                  |                                                                                  |                                                                                  |  |  | Взаємовідносини працівників і роботодавців | Взаємовідносини працівників і роботодавців | Взаємовідносини працівників і роботодавців | Взаємовідносини працівників і роботодавців | Взаємовідносини працівників і роботодавців | Взаємовідносини працівників і роботодавців |  |  | Питання національного страхування          | Питання національного страхування          | Питання національного страхування          | Питання національного страхування          | Питання національного страхування          | Питання національного страхування          |  |  |  |  |  |  |  |  |  |  |  |  |  |  |  |  |  |  |  |  |
|                                                                       |                                                                       |                                                                       |                                                                       |                                                                       |                                                                       |                                                          |                                                          | Суд по справам неповнолітніх                             | Суд по справам неповнолітніх                             | Суд по справам неповнолітніх                             | Суд по справам неповнолітніх                             | Суд по справам неповнолітніх                     | Суд по справам неповнолітніх                     |                                                     |                                                     | Суд по дрібним позовам                                 | Суд по дрібним позовам                                 | Суд по дрібним позовам                                 | Суд по дрібним позовам                                 | Суд по дрібним позовам                                 | Суд по дрібним позовам                                 |                                  |                                  | Служба судового виконавця                                         | Служба судового виконавця                                         | Служба судового виконавця                                         | Служба судового виконавця                                         | Служба судового виконавця                                         | Служба судового виконавця                                         |                                                              |                                                              |                                                                |                                                                |                                                                |                                                                |                                                                |                                                                |  |  | Кримінальні порушення трудових законів                                           | Кримінальні порушення трудових законів                                           | Кримінальні порушення трудових законів                                           | Кримінальні порушення трудових законів                                           | Кримінальні порушення трудових законів                                           | Кримінальні порушення трудових законів                                           |  |  |                                            |                                            |                                            |                                            |                                            |                                            |  |  |                                            |                                            |                                            |                                            |                                            |                                            |  |  |  |  |  |  |  |  |  |  |  |  |  |  |  |  |  |  |  |  |

Колір фону
- — суд загальної юрисдикції
- — суд спеціальної юрисдикції

## Законодавство
- Основний закон про порядок судочинства[1]
- Закон про суди [комбінована версія] 1984 року[6]
- Закон про засади права 1980 року[4]
- Закон про порядок кримінального судочинства [комбінована версія] 1982 року[10]
- Закон о суде по административным вопросам 2000 года[11]
- Закон про неповнолітніх (судочинство, покарання та шляхи перевиховання) 1971 року[12]
- Указ про дорожній рух [нова версія] 1961 року[13]
- Закон про суд у сімейних справах 1995 року[14]
- Закон про захист прав квартиронаймача [комбінована версія] 1972 року[15]
- Закон про судовий виконанні 1967 року[16]
- Закон про суд з трудових конфліктів 1969 року[17]
- Закон про військовому судочинстві 1955 року[18]
- Закон про адміністративні трибунали 1992 року[19]
- Закон про судочинство раввинатских судів (шлюб та розлучення) 1953 року[20]
- Закон про судочинство у справах про розірвання шлюбу (особливі випадки і міжнародні повноваження) 1969 року[21]
- Закон про даянах від 1955 року[22]
- Закон про кадиях 1961 року[23]
- Закон про друзьких релігійних судах від 1962 року[24]
- Укази короля в Раді щодо Ерец-Ісраель 1922—1947 роки[25]
- Постанови про оборону (надзвичайний стан) від 1945 року[26]
- Декрети (№ 1 — № 3) командувача ізраїльськими військами в Юдеї та Самарії від 1967 року[27]
- Наказ про забезпечення безпеки [комбінована версія] (Юдея і Самарія) (№ 1651) від 2009 року[28]
- Закон про уповноваженого з розгляду скарг громадськості на дії суддів від 2002 року[29]

## Верховний суд
Розташований у Єрусалимі Верховний суд є вищою судовою інстанцією Ізраїлю, його юрисдикція поширюється на всю територію держави.

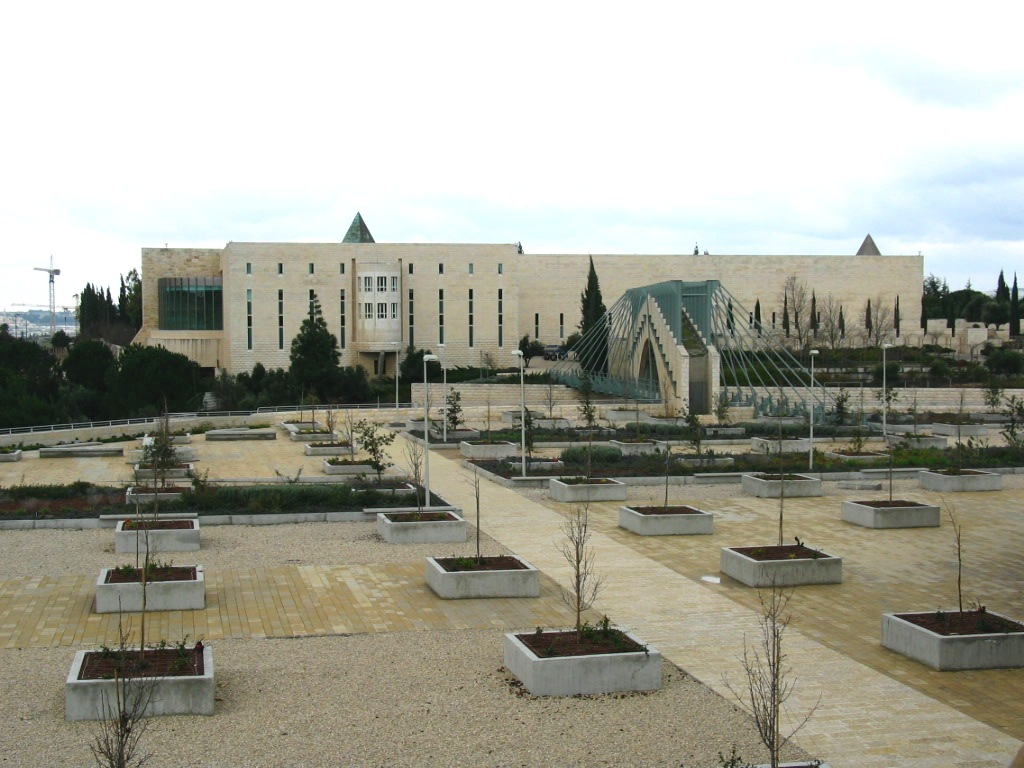
Будівля Верховного суду Ізраїлю, Єрусалим

Компетенція Верховного суду включає розгляд апеляцій на рішення окружних судів, а також судовий захист, яку він може дати як перша і остання інстанція, засідаючи в якості Вищого суду справедливості (Багацу). Прецедентні постанови Верховного суду зобов'язують всі суди, крім нього самого. З 28 лютого 2012 року посаду голови Верховного суду займає суддя Ашер Грунис.
Прецедентні постанови Верховного суду стали джерелом прав людини в країні. Багато з цих прав згодом були закріплені в основних законах держави, проте захист таких прав, як свобода слова, свобода зібрань, свобода релігії, як і раніше, спирається на постанови Верховного суду. У 90-х роках минулого століття суддями Верховного суду була оголошена так звана конституційна революція, після якої Кнесет призупинив прийняття нових основних законів і «процес конституційного законодавства застопорився».
.
Місцерозташуванням в Єрусалимі Верховний суд зобов'язаний своєму першому голові Моше Зморе, зумів переконати Бен-Гуріона зробити саме цей вибір.. Свою роботу в 1948 році Верховний суд Ізраїлю розпочав у тому ж будинку на Російському подвір'ї, де засідав Верховний суд під час британського мандата. Через сорок чотири роки для нього було побудовано сучасний будинок в районі урядових установ Єрусалиму біля Саду троянд.

### Судді
У більшості судових слухань колегія суддів Верховного суду складається з трьох чоловік. Деякі питання вирішуються одним суддею, а при додатковому слуханні колегія складається з п'яти або більшого числа суддів. У будь-якому випадку до складу суду повинно входити непарне число суддів.
Судді Верховного суду, як і інші судді судів загальної юрисдикції, призначаються Комісією щодо обрання суддів, що складається з дев'яти членів. До складу комісії входять голова Верховного суду і ще двоє суддів цього суду. Вимоги, що пред'являються до кандидатів у судді, обумовлені законом. Кількість суддів Верховного суду визначається рішенням Кнесету.
Під час створення Верховного суду до його складу входили 5 суддів і ще дві вакансії залишалися вільними. В даний час повний склад Верховного суду включає 15 суддів. З моменту відкриття Верховного суду і до 2011 року його членами були 60 суддів.

### Апеляційний суд
В якості апеляційного суду Верховний суд виступає як друга і третя інстанція, яка розглядає апеляції на рішення окружного суду з цивільних, кримінальних та адміністративних справах. Як правило, постанови Верховного суду є остаточними. Рідкісним винятком є повторний розгляд кримінальної справи або додаткове слухання Верховним судом справи, за якою він уже виніс постанову. Верховний суд також розглядає апеляції на деякі постанови трибуналів, рішення дисциплінарного суду Колегії адвокатів і рішення, пов'язані з апеляційними скаргами ув'язнених або адміністративними арештами.

### БАГАЦ
Вищий суд справедливості розглядає позови, не входять до компетенції інших судів загальної чи спеціальної юрисдикції, якщо він вважає, що слухання цих справ необхідно в інтересах справедливості. Зазвичай мова йде про скарги приватних осіб або громадських організацій на незаконні дії, перевищення повноважень і необґрунтовані (unreasonable) рішення органів державної та місцевої влади та їх представників. До компетенції Багацу входить: звільнити незаконно затриманого чи ув'язненого; дати припис, який зобов'язує уряд, місцеву владу, їх представника або інша офіційна особа; видати ордер для суду, трибуналу або іншого органу з судовими повноваженнями. Звернутися у Вищий суд справедливості можуть не тільки громадяни Ізраїлю, але і мешканці Юдеї і Самарії (Західний берег річки Йордан), не мають ізраїльського громадянства.

## Окружний суд

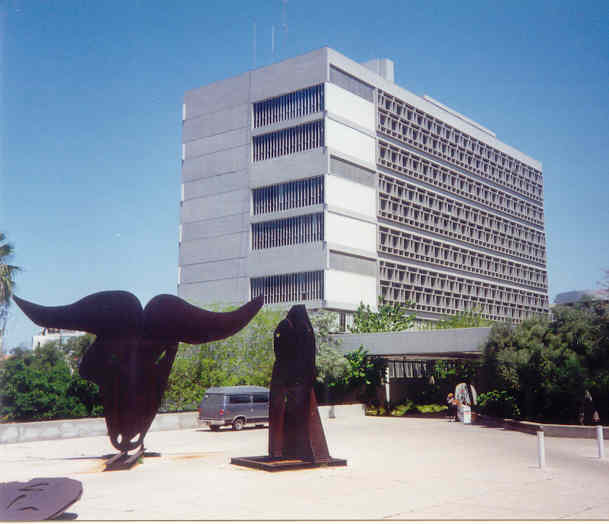
Будівля Окружного суду Тель-Авіві

Окружний суд є судом першої інстанції з питань, що не входять в юрисдикцію світового суду, і апеляційним судом, який розглядає апеляції на рішення мирових судів округу. Прецедентні рішення окружного суду мають рекомендаційний характер для всіх світових судів округу. На чолі окружного суду варто його голова. Як правило, судове слухання суду першої інстанції веде один суддя. У випадках, коли мова йде про апеляції або про особливо тяжкі злочини (вбивство, зґвалтування, злочини проти держбезпеки та інших), колегія суддів складається з трьох осіб.
В Ізраїлі діють 6 окружних судів, кожен з яких має юрисдикцію в своєму окрузі. На округ Юдеї і Самарії територіальна юрисдикція ізраїльських загальних судів не поширюється.. В окрузі діє ізраїльський військовий суд, а також продовжують функціонувати місцеві суди, що існували тут до 1967 року. Військові суди і загальні суди першої і другої інстанції мають паралельну юрисдикцію щодо ізраїльських громадян, і їхні справи, як правило, ведуться у світовому чи окружному суді.
В якості суду першої інстанції окружний суд розглядає всі цивільні і кримінальні справи, що не знаходяться в компетенції мирового суду, а також адміністративні справи відповідно до Закону про суд з адміністративних питань. Зокрема, він розглядає цивільні позови на суми понад 2.5 мільйонів шекелів і кримінальні справи, які передбачають ув'язнення на строк не менше семи років, а також такі питання, як власність на нерухомість, банкрутство, ліквідація компаній, скарги ув'язнених. До компетенції окружного суду входять всі питання, які не перебувають у виключній юрисдикції іншого суду, однак, якщо питання знаходиться в паралельної юрисдикції іншого суду, окружний суд не завжди має пріоритет перед ним.
В якості апеляційного суду окружний суд виступає як друга інстанція, яка розглядає апеляції на постанови мирового суду, а також апеляції на рішення адміністративних трибуналів та рішення глав бюро судового виконання.

### Суд з адміністративних питань
Окружний суд може засідати в якості суду з адміністративних питань, розглядаючи клопотання приватної особи проти державного відомства, апеляцію на рішення держустанови або адміністративний позов. До державним відомствам належать органи державної влади і місцевого самоврядування, а також інші органи і посадові особи, правомірні здійснювати державні функції. Список клопотань, апеляцій і позовів, що входять в компетенцію адміністративного суду, наводиться у додатках до Закону про суд з адміністративних питань. Адміністративні питання, які не перелічені в Законі, розглядаються Верховним судом, що засідає в якості Багацу. Процедура суду з адміністративних питань і надається їм судовий захист аналогічні тим, які практикуються в БАГАЦе.
Слід зазначити, що принцип верховенства закону накладає обмеження не тільки на громадян демократичної держави, але і на його органи влади. У відповідності з цим принципом органам державної влади дозволено лише те, що визначено законом, в той час як приватній особі дозволено все, що не заборонено законом.
Клопотання до адміністративного суду можуть бути, наприклад, пов'язані з питаннями арнони (муніципальних податків), освіти, дозволів на ведення бізнесу, проведення тендерів та іншими питаннями. Апеляція може бути подана на деякі рішення державних відомств, рішення, які спираються на Закон про планування і будівництво, Закон про електрику, Закон про контроль над школами, Закон про в'їзд в Ізраїль і на інші закони. В даний час визначені тільки два види позовів: вимога компенсації, пов'язане з проведенням тендеру, і представницький (груповий) позов проти державного відомства.

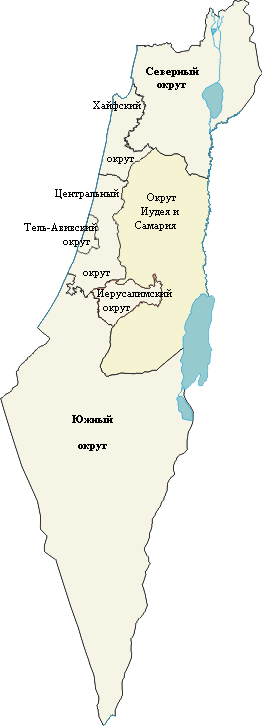
Карта округів Ізраїлю

## Список окружних і світових судів
| Округ                | Окружний суд | Голова окружного суду | Світові суди                                                            | Примітки |
| -------------------- | ------------ | --------------------- | ----------------------------------------------------------------------- | --- |
| Північний округ      | Назарет      | Авраам Авраам         | Афула, Бейт-Шеан, Кацрин, Кирьят-Шмона, Масада, Назарет, Тверіада, Цфат | Включаючи Голанські висоти |
| Хайфський округ      | Хайфа        | Рон Шапіро            | Акко, Крайот, Нагария, Хадера, Хайфа                                    | В судовій системі Акко і Нагарія входять не в Північний, а в Хайфський округ                                                                                           |
| Центральний округ    | Лод          | Авраам Таль           | Кефар-Сава, Нетанья, Петах-Тіква, Рамла, Реховот, Рішон-ле-Ціон         | В судовій системі Холон і Бат-Ям входять не в Тель-Авівський, а в Центральний округ, однак дорожньо-транспортні справи цих міст розглядаються в Тель-Авівському окрузі |
| Тель-Авівський округ | Тель-Авів    | Ейтан Оренштейн       | Тель-Авив, Герцлія                                                      | |
| Єрусалимський округ  | Єрусалим     | Аарон Фаркаш          | Єрусалим, Бейт-Шемеш                                                    | |
| Південний округ      | Беэр-Шева    | Йосеф Алон            | Ашдод, Ашкелон, Беэр-Шева, Димона, Кір'ят-Гат, Ейлат                    | |

## Мировий суд
Мировий суд є судом першої інстанції з розгляду більшості кримінальних і цивільних справ. До його юрисдикції входять кримінальні справи, покаранням за які є штраф або позбавлення волі на строк до 7 років, і цивільні позови на суми, що не перевищують 2.5 мільйонів шекелів. Деякі питання, пов'язані з нерухомістю та іншими галузями, не входять до компетенції мирового суду. Разом з тим, при розгляді питань, пов'язаних із Законом про суд у сімейних справах, повноваження мирового суду розширюються.
Очолює мировий суд його голова. Як правило, мировий суд розглядає справи у складі одного судді, проте в окремих випадках колегія може складатися з трьох суддів. Остаточне рішення мирового суду може бути оскаржено в окружному суді, якщо ж рішення суду по цивільній справі неостаточно, то для розгляду апеляції потрібен дозвіл окружного суду.
До мирового суду також входить ряд спеціалізованих судів, їх опису присвячено продовження цього розділу.

### Суд у сімейних справах
Суд у сімейних справах розглядає сімейні суперечки і, зокрема, такі питання, як зміст дітей, аліменти, опікунство, усиновлення, спадщину, поділ майна, розірвання шлюбу між сповідують різну віру. Паралельну юрисдикцію по деяким з цих питань мають релігійні суди, які наділені також виключною юрисдикцією в питаннях шлюбу і розлучення між людьми однієї віри. До прийняття Закону про суд у сімейних справах та створення судів у сімейних справах в 1995 році питання сімейного права були в компетенції окружних судів.
На початку 2011 року діяло 14 судів у сімейних справах. Це дозволило зосередити під одним дахом весь комплекс питань, пов'язаних із сімейними конфліктами. Судді, що засідають в цих судах, володіють спеціальними знаннями в сімейному праві. При суді діє служба допомоги, в якій працюють психологи, соціальні працівники і психіатри. Апеляції на рішення суду у сімейних справах розглядаються окружним судом.
При розгляді деяких питань суд у сімейних справах бере до уваги доповідь так званого «пакид саад» — соціального службовця, який володіє широкими повноваженнями. Дії та рекомендації цих соціальних працівниць нерідко викликає серйозну критику громадських організацій і деяких суддів.

### Суд по дрібних позовах
Приватна особа може подати цивільний позов до суду по дрібних позовах за умови, що сума позову невелика, тобто не перевищує встановленого законом межі. Відповідачем може бути приватна особа, торговельне підприємство, корпорація або інша юридична особа. На початку 2011 року максимальна сума позову становила 31 900 шекелів (час від часу ця сума може змінюватися).
Повноваження суду по дрібних позовах обумовлені в Законі про судах. Відмінною особливістю цих повноважень є те, що суд вправі прийняти доказ, неприпустиме в звичайному суді по цивільних справах, а також спростити судову процедуру, якщо це сприяє прийняттю швидкого і справедливого рішення. У суді по дрібних позовах боку зазвичай самі захищають свої інтереси. Суд може дозволити представнику виступати від імені однієї із сторін, але за умови, що той представляє сторону безоплатно і не займається представництвом на регулярній основі. Як правило, сторони не можуть бути представлені адвокатом, однак, якщо для цього існують особливі підстави, суд може вирішити і таке представництво. Остаточне рішення суду по дрібних позовах можна оскаржити в окружному суді, але для цього необхідно отримати дозвіл судді.

### Суд по місцевих справах

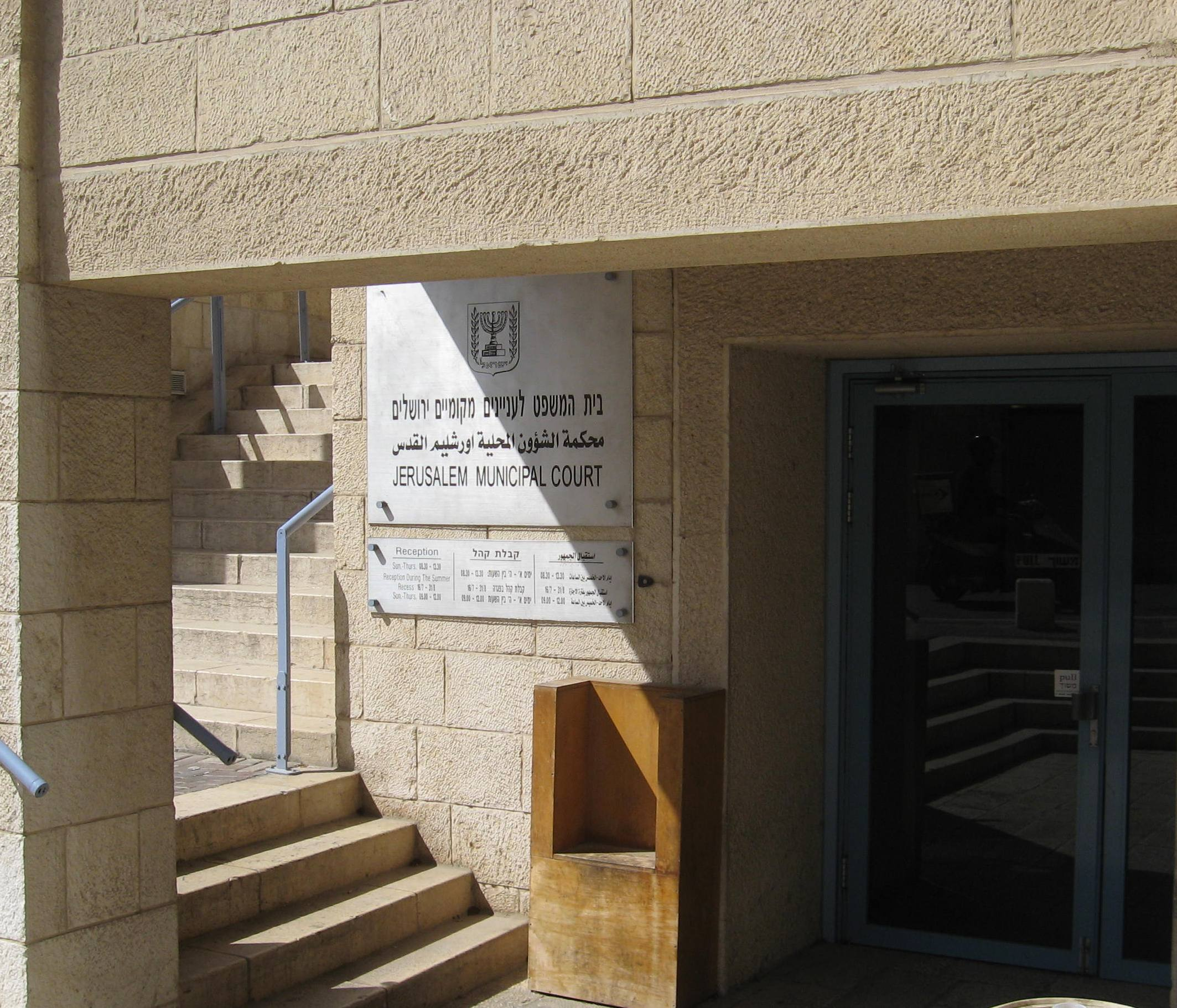
Суд по місцевих справах, Єрусалим

В юрисдикцію суду по місцевих справах входять правопорушення, які встановлені законами і підзаконними актами, пов'язаними з роботою органів місцевої влади (муніципалітетів, місцевих рад). До цих законів відносяться Указ про муніципалітетах і Указ про місцевих радах (видані вперше за часів британського мандата), Закон про планування і будівництво та інші закони, список яких наводиться в додатку до Закону про суди. З підзаконних актів слід зазначити допоміжні муніципальні закони, прийняті органами місцевого самоврядування і затверджуються міністром внутрішніх справ. Допоміжні муніципальні закони діють на території місцевої влади, яка прийняла цей підзаконний акт. Прикладами правопорушень місцевого характеру можуть служити незаконне будівництво, невиконання умов дозволу на ведення бізнесу, неправильне паркування, порушення Закону про обов'язкову освіту, порушення вимог ветеринарної служби.
Повноваження суду за місцевим справах обумовлені в Законі про судах. Світовий суд має паралельну юрисдикцію по справах, які розглядає суд за місцевим справах. У деяких містах, наприклад Кармиэле, Аріелі, Бат-Ямі, Маале-Адумім, діють суди у місцевих справах, хоча в них немає світового суду. Юрисдикція деяких судів за місцевим справах поширюється на кілька міст та місцевих рад (наприклад, юрисдикція суду в Кирьят-Бялике поширюється на Кирьят-Моцкин, Нешер, Кирьят-Тивон і на інші райони). У місцях, де не були засновані суди по місцевих справах, правопорушення місцевого характеру можуть бути розглянуті світовим судом. Покаранням за правопорушення місцевого характеру найчастіше є штраф. Права на подачу апеляції встановлені такі ж, як і в світовому суді.

### Суд по дорожньо-транспортних справах
На початку 2011 року суди по дорожньо-транспортних справах діяли в 17 містах Ізраїлю. Суд по дорожньо-транспортним справах розглядає правопорушення, пов'язані з дорожнім транспортом та його страхуванням. До дорожньо-транспортних правопорушень належать порушення, встановлені в Указі про дорожній рух, в прийнятих у відповідності з Указом підзаконних актах і законах, список яких наведено в Указі. Апеляції на рішення суду по дорожньо-транспортним справах розглядаються окружним судом.
Так само як у кримінальних справах, судовий розгляд по дорожньо-транспортним справах здійснюється відповідно до Закону про порядок кримінального судочинства. Обвинувачений у правопорушенні отримує обвинувальний висновок в одній з двох форм: або у вигляді рапорту, надає вибір між сплатою штрафу і судовим розглядом; або рапорту у вигляді обвинувального висновку і повістки в суд. Перший вид звинувачення практикується в разі легких порушень, таких як неправильна парковка, причому сплата штрафу означає визнання провини. У разі більш серйозних порушень, або якщо обвинувачений в легкому порушенні має намір захищати свої дії, справа розбирається в суді. Якщо суд виносить рішення про винність обвинуваченого, він має право накласти на нього наступні покарання: штраф, позбавлення водійських прав, тюремне ув'язнення (фактичне чи умовне), громадські роботи (замість висновку) і деякі інші покарання.
Управління судів та Державна прокуратура готують реформу в галузі дорожньо-транспортного права. Мета реформи — не застосовувати кримінальне судочинство в разі легких правопорушень, а використовувати замість нього адміністративну процедуру.

### Суд у справах неповнолітніх
Судом по справах неповнолітніх є світовий чи окружний суд, в якому засідає суддя, який пройшов спеціальну підготовку і отримав призначення ювенального судді (судді у справах неповнолітніх). Неповнолітньою вважається особа, що не досягла віку 18 років. На чолі системи судів по справах неповнолітніх стоїть голова. З 2006 року посаду голови судів по справах неповнолітніх займає суддя Галіт Мор Выгодски. Метою створення цих судів, які називаються також судами у справах молоді, було поєднати правосуддя з методами догляду за неповнолітніми, які скоїли правопорушення або перебувають у групі ризику. Слухання у справах неповнолітніх проводяться при закритих дверях, забороняється публікація імен та іншої інформації, що дозволяє ідентифікувати особу неповнолітнього. Існують два види судових процесів, проведених в суді у справах неповнолітніх: кримінальний у відповідності з Законом про неповнолітніх (судочинство, покарання та шляхи перевиховання) і цивільний згідно з Законом про неповнолітніх (догляд і нагляд).
Перший процес ініціюється прокурором проти підлітків, які скоїли правопорушення і несуть кримінальну відповідальність. Згідно із Законом про кримінальне право 1977 року особи, яким ще не виповнилося 12 років, кримінальну відповідальність не несуть. Батьки обвинуваченого, як правило, мають право бути присутніми на засіданнях суду, а також (поряд з обвинуваченим і його адвокатом) звертатися до суду з проханнями, опитувати свідків і наводити свої доводи. У разі, якщо суд встановлює, що неповнолітній вчинив правопорушення, він зобов'язаний запитати рекомендації інспектора служби пробації (кцин мивхан). Після отримання рекомендації суд може: або визнати неповнолітнього винним і винести покарання, або видати ордер на нагляд і догляд за вчинила правопорушення; або обійтися без вироку і без ордера.
Другий процес збуджує уповноважений чиновник соцслужби (пакид саад), якщо він вважає, що неповнолітній «потребує нагляд». У результаті такого процесу дитина може бути вилучено з сім'ї та переведений у спеціальний заклад або прийомну сім'ю. Деякі джерела вважають, що необхідно переглянути законодавство в цій області. В Кнесеті цим питанням займається парламентське лобі на чолі з депутатом Мариною Солодкиной.
Вирок або постанову мирового суду у справах неповнолітніх можуть бути оскаржені в окружному суді у справах неповнолітніх протягом 45 днів з моменту винесення вироку або постанови.

### Суд у справах оренди
У рамках світового суду також діє суд по справах оренди. Його назва на івриті «Трибунал у справах оренди» може ввести в оману, так як трибунал (на івриті «бейт дін») зазвичай означає спеціалізований суд, а не суд загальної юрисдикції. Крім того, цей суд не займається всіма видами оренди, а тільки «захищеної орендою», іноді званої «гроші під ключ». Цей вид оренди обмежує право власності власників квартири і майже не практикується в даний час.
Слухання в суді у справах оренди здійснюється згідно з Законом про захист прав квартиронаймача. Суд засідає у складі одного судді, який обіймає посаду мирового судді. До розглянутих цим судом питань відноситься орендна плата за житлову квартиру чи приміщення для бізнесу, вимога ремонту квартири та інші питання, пов'язані з договором про оренду. Світовий суд має паралельну юрисдикцію по справах, що розглядаються судом по справах оренди, якщо питання оренди виникають в процесі іншої справи, обговорюваного світовим судом. Рішення суду у справах оренди можуть бути оскаржені так само, як і рішення мирових судів.

### Служба судового виконання
У 2008 році була прийнята 29 поправка до Закону про судовий виконанні, заклала основи реформи судового виконання. Реформа ставила своєю метою підвищити ефективність роботи служби судового виконання і забезпечити більш збалансовані права як кредиторів, так і боржників. У відповідності з законом було засновано Управління щодо виконання судових рішень та стягнення боргів, яке знаходиться у відомстві міністра юстиції. Всі бюро судового виконання були передані в розпорядження начальника Управління, і тепер вони діють в рамках виконавчої, а не судової влади. Тим не менш, все ще існує залежність служби судового виконання від судової системи, що виражається в порядку призначення реєстраторів судового виконання. У жовтні 2010 року уряд подав законопроєкт, який визначає новий порядок призначення реєстраторів. Прийняття цього законопроєкту Кнесетом завершить відділення служби судового виконання від судової системи.
Рішення реєстратора судового виконання може бути оскаржено в світовому суді, однак для розгляду деяких апеляцій потрібен дозвіл реєстратора судового виконання або судді світового суду.

## Суди спеціальної юрисдикції
Поряд із системою судів загальної юрисдикції в Ізраїлі діють спеціалізовані суди з юрисдикцією, обмеженою певною галуззю судочинства. Російською мовою такий суд іноді називають «трибуналом», на івриті це «бейт дін», в той час як суд загальної юрисдикції називається «бейт мишпат». Спеціалізовані суди наділені винятковими (а іноді й паралельними із загальними судами) повноваженнями вести судочинство в обмеженій сфері і серед певної групи населення. Наприклад, повноваження військового трибуналу обмежені розглядом військових і кримінальних злочинів, скоєних військовослужбовцями.
Не всі суди, повноваження яких обмежені якоюсь сферою судочинства, є спеціалізованими судами. Наприклад, суд з адміністративних питань і суд у сімейних справах діють кожен у своїй сфері, але згідно із законом вони відносяться до судів загальної юрисдикції. У свою чергу, суд з трудових конфліктів є спеціалізованим судом, так як ні Основний закон про порядок судочинства, ні Закон про суд з трудових конфліктів не визначили його в якості суду загальної юрисдикції (Див. параграф 46 звіту комісії Заміра).
Суди спеціальної юрисдикції є частиною судової система Ізраїлю, але на відміну від судів загальної юрисдикції, вони не об'єднані в єдину організаційну структуру. Тим не менш, спеціалізовані суди мають деякі загальні риси: вони засновані на підставі особливих законів, на них поширюються основні засади судочинства, до складу суду не можуть входити непрофесійні юристи. Деякі з цих судів мають власну апеляційну інстанцію (суд з трудових конфліктів, релігійні суди, військовий трибунал); на вирішення деяких з них (суд з трудових конфліктів, релігійний суд) не можна апелювати до суду загальної юрисдикції, а тільки можна подати позов (клопотання) до БАГАЦ, використовуючи його повноваження судового контролю; деякі з цих судів мають окреме адміністративне управління (наприклад, раввинатський суд); судді цих судів призначаються різними комісіями за обрання суддів.

## Суд з трудових конфліктів
Суд з трудових конфліктів є спеціалізованим судом, наділеним виключною юрисдикцією в питаннях праці і соціального забезпечення. Цей суд складається з двох інстанцій — регіонального суду і Загальноізраїльського суду.
До джерел трудового права належать закони, підзаконні акти, судові прецеденти Загальноізраїльського суду з трудових конфліктів, трудові угоди, правові звичаї і визнані Ізраїлем положення міжнародних конвенцій. До законів, що регламентують трудові відносини, належать: Основний закон про свободу діяльності, Закон про суд з трудових конфліктів, Закон про національне страхування, і ще більше 50 інших законів. Розрізняють між колективними й індивідуальними трудовими угодами. Сторонами трудового угоди є роботодавець і працівник або ті, хто їх представляє. У деяких роботодавців також існує колективне врегулювання (наприклад, в Гистадруте і в організації Хадасса). Закон про колективні угоди визначає два види колективних угод — загальні і спеціальні. Спеціальна угода діє на одному підприємстві, і він укладається між роботодавцем (або представляє цього роботодавця організацією) і представницьким органом працівників, на яких поширюється дія угоди. Загальна угода діє на всіх підприємствах певної галузі (або регіону), і воно укладається між організацією роботодавців та представницьким органом працівників даної галузі (регіону).
В суді з трудових конфліктів поряд з суддями засідають представники громадськості, яких призначають міністр юстиції та міністр промисловості, торгівлі та зайнятості, попередньо порадившись з представницьким органом працівників (профспілкою) і представником роботодавців. У разі, якщо представник громадськості не з'являється на судове засідання, воно може бути проведено без його присутності.
Адміністративне керівництво судами трудових конфліктів, як і судами загальної юрисдикції, здійснюється Управлінням судів. Звіти, які складаються Управлінням судів у відповідності з Законом про свободу інформації, що містять також інформацію про суди з трудових конфліктів. У нових будівлях суду, побудованих в Хайфі, Беер-Шеві та Назареті, розташовані як суди загальної юрисдикції, так і суди з трудових конфліктів. Все це вказує на більшу близькість між цими двома підсистемами ізраїльського суду. Певне впливу на суд з трудових конфліктів мають міністр промисловості, торгівлі та зайнятості, Гистадрут і Об'єднання промисловців Ізраїлю. Разом з тим суд з трудових конфліктів є незалежним судом, мають своїх незалежних суддів і свою апеляційну інстанцію.

### Загальноізраїльський суд з трудових конфліктів

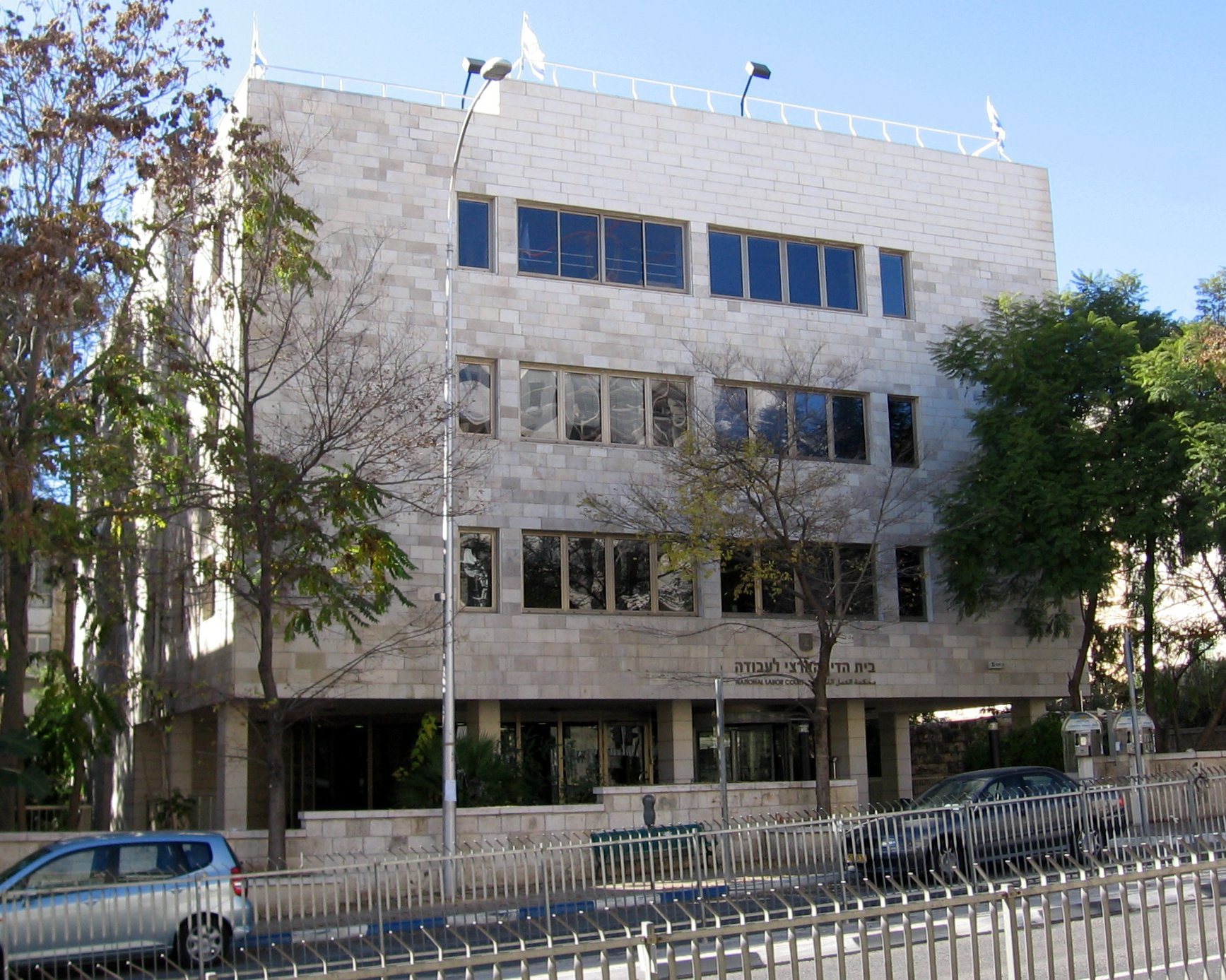
Будівля Загальноізраїльського суду з трудових конфліктів, Єрусалим

Загальноізраїльський суд з трудових конфліктів є вищою інстанцією трудових судів Ізраїлю. Суд розташований в Єрусалимі, його юрисдикція поширюється на всю територію держави. До складу Загальноізраїльського суду з трудових конфліктів входять 7 суддів. Посаду голови суду з грудня 2013 року займає суддя Ігаль Плитман, який замінив на цій посаді суддю Нілі Арад.
Всеизраильский суд найчастіше засідає у складі п'яти чоловік: трьох суддів, представника громадськості від роботодавців та представника громадськості від працівників. У деяких випадках до складу суду входять троє чи семеро засідателів.
Загальноізраїльський суд з трудових конфліктів розглядає апеляції на рішення регіональних судів з трудових конфліктів. Його виняткова юрисдикція також включає розгляд у першій інстанції: (1) конфліктів між особами, правомочними виступати сторонами загального колективного договору; (2) конфліктів між різними організаціями працівників або різними організаціями роботодавців з питань трудових відносин. Крім того, цей суд розглядає апеляції на рішення міністра промисловості, торгівлі та зайнятості про надання ліцензій посередницької компанії з працевлаштування (Закон про наймання працівників через підрядника за трудовим ресурсам) та приватному бюро по працевлаштуванню (Закон про службу працевлаштування).

### Регіональний суд з трудових конфліктів
Регіональний суд з трудових конфліктів є судом першої інстанції з розгляду більшості справ, пов'язаних з питаннями праці та соціального забезпечення. На початку 2011 року в Ізраїлі діяло 5 регіональних судів, розташованих в Єрусалимі, Тель-Авіві, Хайфі, Назареті і Беер-Шеві. На чолі кожного регіонального суду варто його голова. Регіональні трудові суди, як правило, засідають у складі трьох осіб: одного судді, представника громадськості від роботодавців та представника громадськості від працівників. Остаточне рішення регіонального суду може бути оскаржено в Всеізраільському суді; якщо ж рішення регіонального суду з некримінальної справи неостатньо, то для розгляду апеляції необхідно дозвіл. Регіональні суди з трудових конфліктів володіють винятковою юрисдикцією розглядати певні цивільні та адміністративні справи, а також паралельною юрисдикцією розглядати деякі кримінальні справи (Див. також параграфи 61-62 звіту комісії Заміра).
У сфері трудових відносин до компетенції регіонального суду входить розгляд цивільних справ, пов'язаних з індивідуальними (між працівником та роботодавцем), колективними (між сторонами спеціальних колективних угод) і організаційними (між працівником і його професійною організацією) трудовими конфліктами. Компетенція суду в адміністративних справах включає перегляд рішень, прийнятих в рамках трудового права різними адміністративними комісіями. Джерелом повноважень регіонального суду в кримінальних справах є такі закони, як Закон про години роботи і відпочинку, Закон про працю підлітків, Закон про іноземних робітників та інші закони.
У сфері соціального забезпечення до компетенції регіонального суду входять позови відповідно до Закону про національний страхування та Законом про державне медичне страхування, а також позови проти пенсійних кас.

### Судовий контроль над судом з трудових конфліктів
Загальноізраїльський суд з трудових конфліктів є вищою апеляційною інстанцією Ізраїлю по трудових спорах некримінального характеру. Разом з тим остаточні рішення Загальноізраїльського суду з трудових конфліктів за некримінальними справами підлягають судовому контролю Багацу. Так було встановлено в прецедентному рішенні Верховного суду по справі Хатіва в 1986 році. Згідно цього прецеденту втручання Багацу в остаточне рішення Загальноізраїльського суду з трудових конфліктів обмежено випадками, коли виконані дві умови: (1) у рішенні суду виявлена суттєва помилка; і (2) принцип справедливості зобов'язує БАГАЦ втрутитися, з огляду на обставини конкретної справи.
Прецедент у справі Хатіва встановив обмежене судовий контроль Багацу над рішеннями суду з трудових конфліктів. На практиці БАГАЦ, як правило, не втручається в рішення Загальноізраїльського суду з трудових конфліктів, однак в окремих випадках БАГАЦу доводилося змінювати або скасовувати рішення цього суду (Див. параграфи 156—162 звіту комісії Заміра).

## Загальна схема судової системи Ізраїлю (продовження)
| Верховний суд                       |                                     |                                     |                                     |                                     |                                     |                                                      |                                                      |                                                                |                                                                |                                                                |                                                                |                                                                |                                                                |                                      |                                      |                                      |                                      |                                      |                                      |                                      |                                      |  |  |                                                                          |                                                                          |                                                                          |                                                                          |                                                                          |                                                                          |  |  |                                                        |                                                        |                                                        |                                                        |                                                        |                                                        |  |  |                           |                           |                           |                           |                           |                           |                                                           |                                                           |                                                                       |                                                                       |                                                                       |                                                                       |                                                                       |                                                                       |                                                                                |                                                                                |                                                                                |                                                                                |                                                                                |                                                                                |  |  |                           |                           |                           |                           |                           |                           |  |  |  |  |  |  |  |  |  |  |  |  |  |  |  |  |
| Голова суду                         | Голова суду                         | Голова суду                         | Голова суду                         | Голова суду                         | Голова суду                         |                                                      |                                                      |                                                                |                                                                |                                                                |                                                                |                                                                |                                                                |                                      |                                      | БАГАЦ                                | БАГАЦ                                | БАГАЦ                                | БАГАЦ                                | БАГАЦ                                | БАГАЦ                                |  |  |                                                                          |                                                                          |                                                                          |                                                                          |                                                                          |                                                                          |  |  | Особливі повноваження                                  | Особливі повноваження                                  | Особливі повноваження                                  | Особливі повноваження                                  | Особливі повноваження                                  | Особливі повноваження                                  |  |  |                           |                           |                           |                           |                           |                           |                                                           |                                                           | Апеляційний суд по цивільним, кримінальним и адміністративним справам | Апеляційний суд по цивільним, кримінальним и адміністративним справам | Апеляційний суд по цивільним, кримінальним и адміністративним справам | Апеляційний суд по цивільним, кримінальним и адміністративним справам | Апеляційний суд по цивільним, кримінальним и адміністративним справам | Апеляційний суд по цивільним, кримінальним и адміністративним справам |                                                                                |                                                                                |                                                                                |                                                                                |                                                                                |                                                                                |  |  |                           |                           |                           |                           |                           |                           |  |  |  |  |  |  |  |  |  |  |  |  |  |  |  |  |
| Голова суду                         | Голова суду                         | Голова суду                         | Голова суду                         | Голова суду                         | Голова суду                         |                                                      |                                                      |                                                                |                                                                |                                                                |                                                                |                                                                |                                                                |                                      |                                      | БАГАЦ                                | БАГАЦ                                | БАГАЦ                                | БАГАЦ                                | БАГАЦ                                | БАГАЦ                                |  |  |                                                                          |                                                                          |                                                                          |                                                                          |                                                                          |                                                                          |  |  | Особливі повноваження                                  | Особливі повноваження                                  | Особливі повноваження                                  | Особливі повноваження                                  | Особливі повноваження                                  | Особливі повноваження                                  |  |  |                           |                           |                           |                           |                           |                           |                                                           |                                                           | Апеляційний суд по цивільним, кримінальним и адміністративним справам | Апеляційний суд по цивільним, кримінальним и адміністративним справам | Апеляційний суд по цивільним, кримінальним и адміністративним справам | Апеляційний суд по цивільним, кримінальним и адміністративним справам | Апеляційний суд по цивільним, кримінальним и адміністративним справам | Апеляційний суд по цивільним, кримінальним и адміністративним справам |                                                                                |                                                                                |                                                                                |                                                                                |                                                                                |                                                                                |  |  |                           |                           |                           |                           |                           |                           |  |  |  |  |  |  |  |  |  |  |  |  |  |  |  |  |
|                                     |                                     |                                     |                                     |                                     |                                     |                                                      |                                                      |                                                                |                                                                |                                                                |                                                                |                                                                |                                                                |                                      |                                      |                                      |                                      |                                      |                                      |                                      |                                      |  |  |                                                                          |                                                                          |                                                                          |                                                                          |                                                                          |                                                                          |  |  |                                                        |                                                        |                                                        |                                                        |                                                        |                                                        |  |  |                           |                           |                           |                           |                           |                           |                                                           |                                                           |                                                                       |                                                                       |                                                                       |                                                                       |                                                                       |                                                                       |                                                                                |                                                                                |                                                                                |                                                                                |                                                                                |                                                                                |  |  |                           |                           |                           |                           |                           |                           |  |  |  |  |  |  |  |  |  |  |  |  |  |  |  |  |
| Питання юрисдикції релігійних судів | Питання юрисдикції релігійних судів | Питання юрисдикції релігійних судів | Питання юрисдикції релігійних судів | Питання юрисдикції релігійних судів | Питання юрисдикції релігійних судів |                                                      |                                                      | Судовий контроль за дотриманням повноважень релігійними судами | Судовий контроль за дотриманням повноважень релігійними судами | Судовий контроль за дотриманням повноважень релігійними судами | Судовий контроль за дотриманням повноважень релігійними судами | Судовий контроль за дотриманням повноважень релігійними судами | Судовий контроль за дотриманням повноважень релігійними судами |                                      |                                      | Судовий захист в ім'я справедливості | Судовий захист в ім'я справедливості | Судовий захист в ім'я справедливості | Судовий захист в ім'я справедливості | Судовий захист в ім'я справедливості | Судовий захист в ім'я справедливості |  |  | Ордер суду, трибуналу або іншому органу з судовими повноваженнями        | Ордер суду, трибуналу або іншому органу з судовими повноваженнями        | Ордер суду, трибуналу або іншому органу з судовими повноваженнями        | Ордер суду, трибуналу або іншому органу з судовими повноваженнями        | Ордер суду, трибуналу або іншому органу з судовими повноваженнями        | Ордер суду, трибуналу або іншому органу з судовими повноваженнями        |  |  | Апеляції на рішення Військового апеляційного трибуналу | Апеляції на рішення Військового апеляційного трибуналу | Апеляції на рішення Військового апеляційного трибуналу | Апеляції на рішення Військового апеляційного трибуналу | Апеляції на рішення Військового апеляційного трибуналу | Апеляції на рішення Військового апеляційного трибуналу |  |  |                           |                           |                           |                           |                           |                           |                                                           |                                                           |                                                                       |                                                                       |                                                                       |                                                                       |                                                                       |                                                                       |                                                                                |                                                                                |                                                                                |                                                                                |                                                                                |                                                                                |  |  |                           |                           |                           |                           |                           |                           |  |  |  |  |  |  |  |  |  |  |  |  |  |  |  |  |
| Питання юрисдикції релігійних судів | Питання юрисдикції релігійних судів | Питання юрисдикції релігійних судів | Питання юрисдикції релігійних судів | Питання юрисдикції релігійних судів | Питання юрисдикції релігійних судів |                                                      |                                                      | Судовий контроль за дотриманням повноважень релігійними судами | Судовий контроль за дотриманням повноважень релігійними судами | Судовий контроль за дотриманням повноважень релігійними судами | Судовий контроль за дотриманням повноважень релігійними судами | Судовий контроль за дотриманням повноважень релігійними судами | Судовий контроль за дотриманням повноважень релігійними судами |                                      |                                      | Судовий захист в ім'я справедливості | Судовий захист в ім'я справедливості | Судовий захист в ім'я справедливості | Судовий захист в ім'я справедливості | Судовий захист в ім'я справедливості | Судовий захист в ім'я справедливості |  |  | Ордер суду, трибуналу або іншому органу з судовими повноваженнями        | Ордер суду, трибуналу або іншому органу з судовими повноваженнями        | Ордер суду, трибуналу або іншому органу з судовими повноваженнями        | Ордер суду, трибуналу або іншому органу з судовими повноваженнями        | Ордер суду, трибуналу або іншому органу з судовими повноваженнями        | Ордер суду, трибуналу або іншому органу з судовими повноваженнями        |  |  | Апеляції на рішення Військового апеляційного трибуналу | Апеляції на рішення Військового апеляційного трибуналу | Апеляції на рішення Військового апеляційного трибуналу | Апеляції на рішення Військового апеляційного трибуналу | Апеляції на рішення Військового апеляційного трибуналу | Апеляції на рішення Військового апеляційного трибуналу |  |  |                           |                           |                           |                           |                           |                           |                                                           |                                                           |                                                                       |                                                                       |                                                                       |                                                                       |                                                                       |                                                                       |                                                                                |                                                                                |                                                                                |                                                                                |                                                                                |                                                                                |  |  |                           |                           |                           |                           |                           |                           |  |  |  |  |  |  |  |  |  |  |  |  |  |  |  |  |
|                                     |                                     |                                     |                                     |                                     |                                     |                                                      |                                                      |                                                                |                                                                |                                                                |                                                                |                                                                |                                                                |                                      |                                      |                                      |                                      |                                      |                                      |                                      |                                      |  |  |                                                                          |                                                                          |                                                                          |                                                                          |                                                                          |                                                                          |  |  |                                                        |                                                        |                                                        |                                                        |                                                        |                                                        |  |  |                           |                           |                           |                           |                           |                           |                                                           |                                                           |                                                                       |                                                                       |                                                                       |                                                                       |                                                                       |                                                                       |                                                                                |                                                                                |                                                                                |                                                                                |                                                                                |                                                                                |  |  |                           |                           |                           |                           |                           |                           |  |  |  |  |  |  |  |  |  |  |  |  |  |  |  |  |
|                                     |                                     |                                     |                                     |                                     |                                     |                                                      |                                                      |                                                                |                                                                |                                                                |                                                                |                                                                |                                                                |                                      |                                      |                                      |                                      |                                      |                                      |                                      |                                      |  |  |                                                                          |                                                                          |                                                                          |                                                                          |                                                                          |                                                                          |  |  |                                                        |                                                        |                                                        |                                                        |                                                        |                                                        |  |  |                           |                           |                           |                           |                           |                           |                                                           |                                                           |                                                                       |                                                                       |                                                                       |                                                                       |                                                                       |                                                                       |                                                                                |                                                                                |                                                                                |                                                                                |                                                                                |                                                                                |  |  |                           |                           |                           |                           |                           |                           |  |  |  |  |  |  |  |  |  |  |  |  |  |  |  |  |
|                                     |                                     |                                     |                                     |                                     |                                     |                                                      |                                                      |                                                                |                                                                |                                                                |                                                                |                                                                |                                                                |                                      |                                      |                                      |                                      |                                      |                                      |                                      |                                      |  |  |                                                                          |                                                                          |                                                                          |                                                                          |                                                                          |                                                                          |  |  |                                                        |                                                        |                                                        |                                                        |                                                        |                                                        |  |  |                           |                           |                           |                           |                           |                           |                                                           |                                                           |                                                                       |                                                                       |                                                                       |                                                                       |                                                                       |                                                                       |                                                                                |                                                                                |                                                                                |                                                                                |                                                                                |                                                                                |  |  |                           |                           |                           |                           |                           |                           |  |  |  |  |  |  |  |  |  |  |  |  |  |  |  |  |
|                                     |                                     |                                     |                                     |                                     |                                     |                                                      |                                                      | Релігійний апеляційний суд                                     | Релігійний апеляційний суд                                     | Релігійний апеляційний суд                                     | Релігійний апеляційний суд                                     | Релігійний апеляційний суд                                     | Релігійний апеляційний суд                                     |                                      |                                      |                                      |                                      |                                      |                                      |                                      |                                      |  |  | Військовий апеляційний трибунал                                          | Військовий апеляційний трибунал                                          | Військовий апеляційний трибунал                                          | Військовий апеляційний трибунал                                          | Військовий апеляційний трибунал                                          | Військовий апеляційний трибунал                                          |  |  |                                                        |                                                        |                                                        |                                                        |                                                        |                                                        |  |  |                           |                           |                           |                           |                           |                           |                                                           |                                                           | Окружний суд                                                          | Окружний суд                                                          | Окружний суд                                                          | Окружний суд                                                          | Окружний суд                                                          | Окружний суд                                                          |                                                                                |                                                                                |                                                                                |                                                                                |                                                                                |                                                                                |  |  |                           |                           |                           |                           |                           |                           |  |  |  |  |  |  |  |  |  |  |  |  |  |  |  |  |
|                                     |                                     |                                     |                                     |                                     |                                     |                                                      |                                                      | Релігійний апеляційний суд                                     | Релігійний апеляційний суд                                     | Релігійний апеляційний суд                                     | Релігійний апеляційний суд                                     | Релігійний апеляційний суд                                     | Релігійний апеляційний суд                                     |                                      |                                      |                                      |                                      |                                      |                                      |                                      |                                      |  |  | Військовий апеляційний трибунал                                          | Військовий апеляційний трибунал                                          | Військовий апеляційний трибунал                                          | Військовий апеляційний трибунал                                          | Військовий апеляційний трибунал                                          | Військовий апеляційний трибунал                                          |  |  |                                                        |                                                        |                                                        |                                                        |                                                        |                                                        |  |  |                           |                           |                           |                           |                           |                           |                                                           |                                                           | Окружний суд                                                          | Окружний суд                                                          | Окружний суд                                                          | Окружний суд                                                          | Окружний суд                                                          | Окружний суд                                                          |                                                                                |                                                                                |                                                                                |                                                                                |                                                                                |                                                                                |  |  |                           |                           |                           |                           |                           |                           |  |  |  |  |  |  |  |  |  |  |  |  |  |  |  |  |
|                                     |                                     |                                     |                                     |                                     |                                     |                                                      |                                                      | Апеляції на рішення окружного релігійного суду                 | Апеляції на рішення окружного релігійного суду                 | Апеляції на рішення окружного релігійного суду                 | Апеляції на рішення окружного релігійного суду                 | Апеляції на рішення окружного релігійного суду                 | Апеляції на рішення окружного релігійного суду                 |                                      |                                      |                                      |                                      |                                      |                                      |                                      |                                      |  |  | Апеляції на решення військового трибуналу першої інстанції               | Апеляції на решення військового трибуналу першої інстанції               | Апеляції на решення військового трибуналу першої інстанції               | Апеляції на решення військового трибуналу першої інстанції               | Апеляції на решення військового трибуналу першої інстанції               | Апеляції на решення військового трибуналу першої інстанції               |  |  |                                                        |                                                        |                                                        |                                                        |                                                        |                                                        |  |  |                           |                           |                           |                           |                           |                           |                                                           |                                                           | Апеляції на рішення адміністративного трибуналу                       | Апеляції на рішення адміністративного трибуналу                       | Апеляції на рішення адміністративного трибуналу                       | Апеляції на рішення адміністративного трибуналу                       | Апеляції на рішення адміністративного трибуналу                       | Апеляції на рішення адміністративного трибуналу                       |                                                                                |                                                                                |                                                                                |                                                                                |                                                                                |                                                                                |  |  |                           |                           |                           |                           |                           |                           |  |  |  |  |  |  |  |  |  |  |  |  |  |  |  |  |
|                                     |                                     |                                     |                                     |                                     |                                     |                                                      |                                                      | Апеляції на рішення окружного релігійного суду                 | Апеляції на рішення окружного релігійного суду                 | Апеляції на рішення окружного релігійного суду                 | Апеляції на рішення окружного релігійного суду                 | Апеляції на рішення окружного релігійного суду                 | Апеляції на рішення окружного релігійного суду                 |                                      |                                      |                                      |                                      |                                      |                                      |                                      |                                      |  |  | Апеляції на решення військового трибуналу першої інстанції               | Апеляції на решення військового трибуналу першої інстанції               | Апеляції на решення військового трибуналу першої інстанції               | Апеляції на решення військового трибуналу першої інстанції               | Апеляції на решення військового трибуналу першої інстанції               | Апеляції на решення військового трибуналу першої інстанції               |  |  |                                                        |                                                        |                                                        |                                                        |                                                        |                                                        |  |  |                           |                           |                           |                           |                           |                           |                                                           |                                                           | Апеляції на рішення адміністративного трибуналу                       | Апеляції на рішення адміністративного трибуналу                       | Апеляції на рішення адміністративного трибуналу                       | Апеляції на рішення адміністративного трибуналу                       | Апеляції на рішення адміністративного трибуналу                       | Апеляції на рішення адміністративного трибуналу                       |                                                                                |                                                                                |                                                                                |                                                                                |                                                                                |                                                                                |  |  |                           |                           |                           |                           |                           |                           |  |  |  |  |  |  |  |  |  |  |  |  |  |  |  |  |
|                                     |                                     |                                     |                                     |                                     |                                     |                                                      |                                                      |                                                                |                                                                |                                                                |                                                                |                                                                |                                                                |                                      |                                      |                                      |                                      |                                      |                                      |                                      |                                      |  |  |                                                                          |                                                                          |                                                                          |                                                                          |                                                                          |                                                                          |  |  |                                                        |                                                        |                                                        |                                                        |                                                        |                                                        |  |  |                           |                           |                           |                           |                           |                           |                                                           |                                                           |                                                                       |                                                                       |                                                                       |                                                                       |                                                                       |                                                                       |                                                                                |                                                                                |                                                                                |                                                                                |                                                                                |                                                                                |  |  |                           |                           |                           |                           |                           |                           |  |  |  |  |  |  |  |  |  |  |  |  |  |  |  |  |
|                                     |                                     |                                     |                                     |                                     |                                     |                                                      |                                                      |                                                                |                                                                |                                                                |                                                                |                                                                |                                                                |                                      |                                      |                                      |                                      |                                      |                                      |                                      |                                      |  |  |                                                                          |                                                                          |                                                                          |                                                                          |                                                                          |                                                                          |  |  |                                                        |                                                        |                                                        |                                                        |                                                        |                                                        |  |  |                           |                           |                           |                           |                           |                           |                                                           |                                                           |                                                                       |                                                                       |                                                                       |                                                                       |                                                                       |                                                                       |                                                                                |                                                                                |                                                                                |                                                                                |                                                                                |                                                                                |  |  |                           |                           |                           |                           |                           |                           |  |  |  |  |  |  |  |  |  |  |  |  |  |  |  |  |
|                                     |                                     |                                     |                                     |                                     |                                     |                                                      |                                                      |                                                                |                                                                |                                                                |                                                                |                                                                |                                                                |                                      |                                      |                                      |                                      |                                      |                                      |                                      |                                      |  |  |                                                                          |                                                                          |                                                                          |                                                                          |                                                                          |                                                                          |  |  |                                                        |                                                        |                                                        |                                                        |                                                        |                                                        |  |  |                           |                           |                           |                           |                           |                           |                                                           |                                                           |                                                                       |                                                                       |                                                                       |                                                                       |                                                                       |                                                                       |                                                                                |                                                                                |                                                                                |                                                                                |                                                                                |                                                                                |  |  |                           |                           |                           |                           |                           |                           |  |  |  |  |  |  |  |  |  |  |  |  |  |  |  |  |
| Окружний релігійний суд             | Окружний релігійний суд             | Окружний релігійний суд             | Окружний релігійний суд             | Окружний релігійний суд             | Окружний релігійний суд             |                                                      |                                                      |                                                                |                                                                |                                                                |                                                                |                                                                |                                                                |                                      |                                      | Військовий трибунал першої инстанції | Військовий трибунал першої инстанції | Військовий трибунал першої инстанції | Військовий трибунал першої инстанції | Військовий трибунал першої инстанції | Військовий трибунал першої инстанції |  |  |                                                                          |                                                                          |                                                                          |                                                                          |                                                                          |                                                                          |  |  |                                                        |                                                        |                                                        |                                                        |                                                        |                                                        |  |  | Адміністративний трибунал | Адміністративний трибунал | Адміністративний трибунал | Адміністративний трибунал | Адміністративний трибунал | Адміністративний трибунал |                                                           |                                                           |                                                                       |                                                                       |                                                                       |                                                                       |                                                                       |                                                                       |                                                                                |                                                                                |                                                                                |                                                                                |                                                                                |                                                                                |  |  |                           |                           |                           |                           |                           |                           |  |  |  |  |  |  |  |  |  |  |  |  |  |  |  |  |
| Окружний релігійний суд             | Окружний релігійний суд             | Окружний релігійний суд             | Окружний релігійний суд             | Окружний релігійний суд             | Окружний релігійний суд             | Питання шлюбу и розлучення основних релігійних общин | Питання шлюбу и розлучення основних релігійних общин | Питання шлюбу и розлучення основних релігійних общин           | Питання шлюбу и розлучення основних релігійних общин           | Питання шлюбу и розлучення основних релігійних общин           | Питання шлюбу и розлучення основних релігійних общин           |                                                                |                                                                | Питання сімейного і спадкового права | Питання сімейного і спадкового права | Питання сімейного і спадкового права | Питання сімейного і спадкового права | Питання сімейного і спадкового права | Питання сімейного і спадкового права | Військовий трибунал першої инстанції | Військовий трибунал першої инстанції |  |  | Окружний військовий трибунал і Дорожньо-транспортний військовий трибунал | Окружний військовий трибунал і Дорожньо-транспортний військовий трибунал | Окружний військовий трибунал і Дорожньо-транспортний військовий трибунал | Окружний військовий трибунал і Дорожньо-транспортний військовий трибунал | Окружний військовий трибунал і Дорожньо-транспортний військовий трибунал | Окружний військовий трибунал і Дорожньо-транспортний військовий трибунал |  |  | Військовий трибунал спеціального призначення           | Військовий трибунал спеціального призначення           | Військовий трибунал спеціального призначення           | Військовий трибунал спеціального призначення           | Військовий трибунал спеціального призначення           | Військовий трибунал спеціального призначення           |  |  | Адміністративний трибунал | Адміністративний трибунал | Адміністративний трибунал | Адміністративний трибунал | Адміністративний трибунал | Адміністративний трибунал | Військово‑польовий трибунал і Військово‑морський трибунал | Військово‑польовий трибунал і Військово‑морський трибунал | Військово‑польовий трибунал і Військово‑морський трибунал             | Військово‑польовий трибунал і Військово‑морський трибунал             | Військово‑польовий трибунал і Військово‑морський трибунал             | Військово‑польовий трибунал і Військово‑морський трибунал             |                                                                       |                                                                       | Адміністративні суперечки — колегія трибуналу під головуванням окружного судді | Адміністративні суперечки — колегія трибуналу під головуванням окружного судді | Адміністративні суперечки — колегія трибуналу під головуванням окружного судді | Адміністративні суперечки — колегія трибуналу під головуванням окружного судді | Адміністративні суперечки — колегія трибуналу під головуванням окружного судді | Адміністративні суперечки — колегія трибуналу під головуванням окружного судді |  |  | Адміністративні суперечки | Адміністративні суперечки | Адміністративні суперечки | Адміністративні суперечки | Адміністративні суперечки | Адміністративні суперечки |  |  |  |  |  |  |  |  |  |  |  |  |  |  |  |  |

Колір фону
- — суд загальної юрисдикції
- — суд спеціальної юрисдикції

## Релігійні суди
Релігійний суд є спеціалізованим судом, що розглядає питання особистого статусу громадян і жителів Ізраїлю, а також деякі інші питання. Правовий статус релігійного суду встановлений Основним законом про порядок судочинства та іншими законами. У виключну юрисдикцію релігійного суду входять справи, які пов'язані з шлюбом і розлученням євреїв, мусульман, друзів і християн, що належать до жодної з офіційно визнаних в Ізраїлі християнських громад. У виключну юрисдикцію цього суду також входять питання створення та управління фондами, заснованими згідно релігійному праву. Паралельна юрисдикція релігійного суду включає такі питання, як зміст дітей, аліменти, опікунство, усиновлення, поділ майна подружжя, спадщину. Паралельною юрисдикцією в цих питаннях наділений також суд у сімейних справах. Крім того, в компетенцію суду у сімейних справах входить розірвання шлюбу між подружжям у випадках, що не підпадають під юрисдикцію релігійного суду (наприклад, коли подружжя сповідують різну віру) у відповідності з Законом про судочинство у справах про розірвання шлюбу (особливі випадки і міжнародні повноваження), і розірвання подружнього союзу між парами у відповідності з Законом про подружньому союзі осіб без віросповідання.
В Ізраїлі діють раввінатський, мусульманський, християнський і друзький релігійні суди. Кожен з релігійних судів складається з двох інстанцій — окружного та апеляційного релігійного суду. Повноваження релігійних судів були встановлені в Указі короля в Раді щодо Ерец-Ісраель під час британського мандата. З тих пір повноваження мусульманського і християнського судів не змінилися, за винятком поправки до Закону про суд у сімейних справах від 2001 року, згідно з якою суд у сімейних справах отримав паралельну з цими судами юрисдикцію розглядати питання, не пов'язані з шлюбом і розлученням. Положення Указу про «єврейському релігійному суді» були замінені в 1953 році Законом про судочинство раввінатських судів (шлюб та розлучення), а в 1962 році був прийнятий Закон про друзьких релігійних судах.
Релігійні суди у своїх рішеннях спираються на релігійне право (наприклад, раввінатський суд — на Галаху, мусульманський суд — на Шаріат). Суддям релігійного суду гарантована незалежність при виконанні судових повноважень. Тим не менш, згідно думку судді Хаїма Коена, у разі конфлікту між положеннями закону держави і релігійним законом, суддя релігійного суду зобов'язаний віддавати перевагу законам держави. Свій висновок суддя Коен засновує, серед іншого, на прецедентному рішенні судді Верховного суду Моше Зільберга, прийнятому в 1958 році. Основний закон про порядок судочинства скорочує можливість втручання Багацу у вирішення релігійних судів у більшій мірі, ніж повноваження інших судів і трибуналів. БАГАЦ обмежує своє втручання у вирішення релігійних судів випадками, коли мова йде про перевищення повноважень, порушення принципів природної справедливості або недотриманні положень закону.

### Раввінатський суд

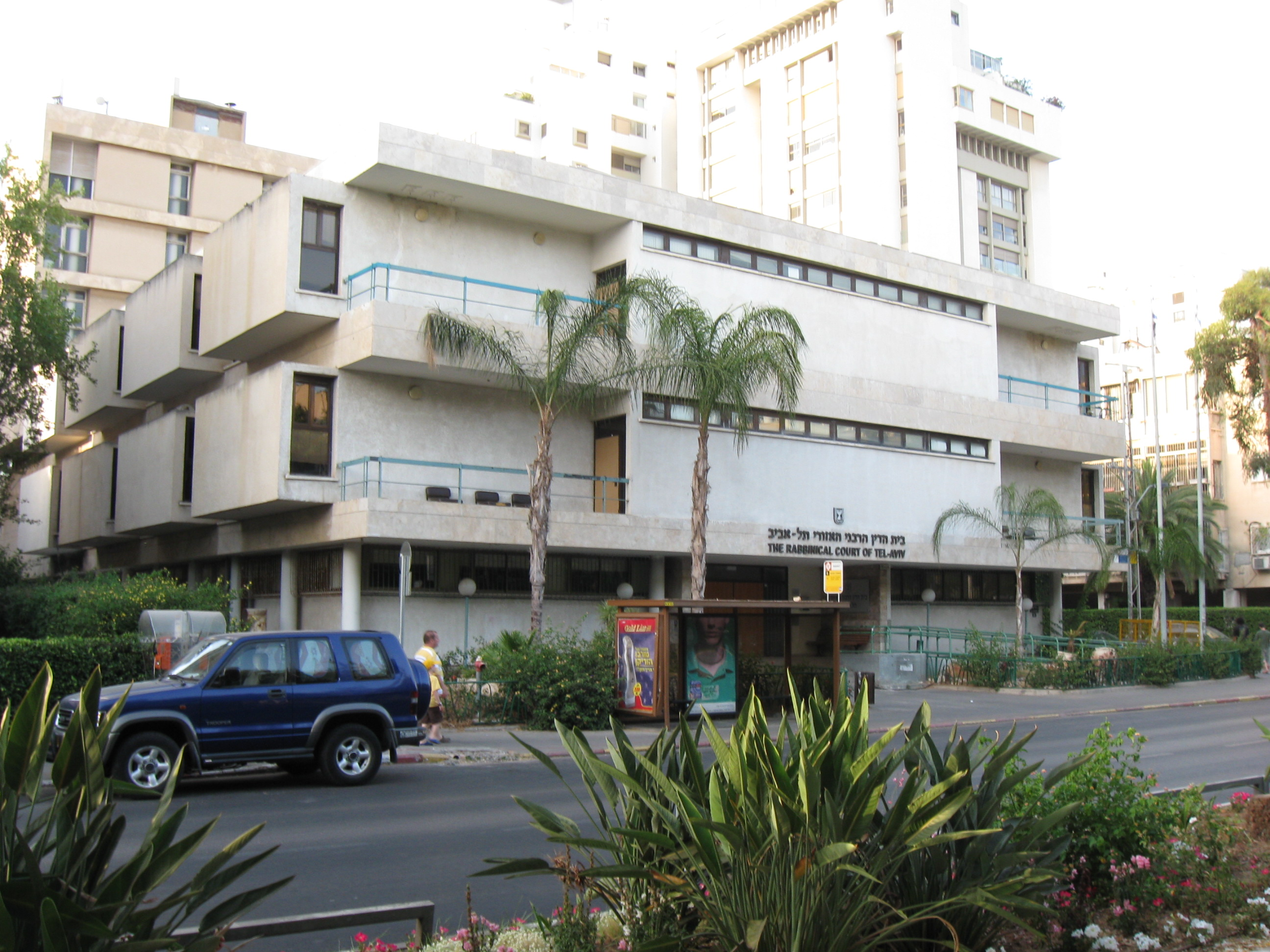
Будівля окружного раввінатського суду в Тель-Авіві

Раввінатський суд є релігійним судом, що розглядає питання особистого статусу євреїв в Ізраїлі. У виключну юрисдикцію раввінатського суду входять питання шлюбу і розлучення. Згідно із законом «шлюби і розлучення євреїв в Ізраїлі здійснюються за законами Тори». У випадку, якщо хто-небудь із подружжя подав позов про розлучення, раввінатський суд правомочний приймати рішення і з інших питань, пов'язаних з розлученням (наприклад, про сплату аліментів та в місці проживання дітей), але за умови, що ці питання не знаходяться на розгляді іншого суду з паралельною юрисдикцією. У цьому випадку раввінатський суд отримує виняткову юрисдикцію на розгляд цих питань. Питання, пов'язані з розлученням, і інші питання (такі як усиновлення або питання спадщини) можуть також розглядатися раввінатським судом, якщо всі сторони згодні з веденням справи в цьому суді. Крім того, в компетенцію раввінатського суду входить проведення гіюру, який проходять в окружному раввінатському суді або спеціальному суді у гиюру (деякі джерела згадують також військовий раввінатський суд у справах гіюру). З повним списком питань, що входять в компетенцію раввінатського суду, можна ознайомитися на сайті суду.
Раввінатський суд складається з двох інстанцій: до першої належать окружної раввінатський суд і спеціальний суд по гіюру, до другої — Великий раввінатський апеляційний суд. У компетенцію Великого раввінатського апеляційного суду, яка засідає в Єрусалимі, входить розгляд апеляцій на рішення окружного раввінатського суду і спеціального суду по гиюру. З 2003 року посаду голови Великого раввінатського апеляційного суду займає Головний (сефардський) рабин Ізраїлю Рішон ле-Ціон Іцхак Йосеф. В Ізраїлі діють 12 окружних раввінатських судів, які розташовані в наступних містах: Аріель, Ашдод, Ашкелон, Беер-Шева, Єрусалим, Нетанія, Петах-Тіква, Реховот, Тверія, Тель-Авів, Хайфа, Цфат.
Суддя раввінатського суду називається «даян». Порядок призначення даянів та закінчення терміну їх повноважень встановлюється Законом про даянах. Головні (ашкеназький і сефардський) рабини Ізраїлю в силу своєї посади є членами Великого раввінатського апеляційного суду. Керівництво судами трудових конфліктів здійснюється Управлінням раввінатських судів, на чолі якого стоїть гендиректор рабин Шломо Диховски.
Згідно деяким авторам, БАГАЦ час від часу накладає нові обмеження на повноваження раввінатського суду, який у відповідь намагається розширити свої повноваження. Так, наприклад, в 1994 році БАГАЦ обмежив процесуальні повноваження раввінатського суду, а в 2006 році суддя Аяла Прокача прийняла прецедентне постанову по справі Сіми Амір. У відповідності з цим прецедентом раввінатський суд неправомочний розглядати майнові суперечки як у випадках, пов'язаних з розлученням, так і у випадках, коли сторони висловлюють згоду на ведення справи в раввінатському суді. Професор права Эліав Шохетман зауважив з приводу цієї постанови, що після падіння Римської імперії єврейська історія не пам'ятає випадку, щоб в Ерец-Ісраель або за кордоном єврейський релігійний суд позбавлявся можливості розглядати питання майнового права. Деякі джерела стверджували, що в якості реакції на постанову Багацу раввінатський суд почав часто переглядати вже затверджені ним договору про розлучення і навіть зважувати можливість скасування гета.
Адвокат Яаков Фрейдберг у своїй статті розрізняє два різних підходи до правової системи: центристський та плюралістичний. Центристський підхід характеризується однорідною правовою системою, що знаходиться під виключним контролем держави. Плюралістичний підхід допускає співіснування декількох правових систем і відмова від державної монополії на судову систему. В якості прикладу центристського підходу Фрейдберг наводить слова судді Аарона Барака в справі Хави Бавли. Суддя Барак пише в рішенні по цій справі: «Правова система не є конфедерацією окремих частин, що мають мало спільного один з одним. Правова система являє собою єдине ціле, яке разом з тим визнає відмінності та особливості своїх складових частин. Особливості знайшли своє відображення в тому, що в питаннях особистого статусу релігійне право визнано в якості державного права. Однак було б абсолютно невиправданим поширювати це визнання на інші галузі цивільного права».
Суддя Менахем Елон висловив незгоду з рішенням по справі Бавли: «незбагненно, що раввінатському суду сучасного Ізраїлю відмовлено в тій автономії, якою він користувався в діаспорі, особливо після прийняття Основних законів, закріпили статус Ізраїлю як єврейської та демократичної держави. Суддя Барак закликає до одноманітності правової системи. Я віддаю перевагу вибрати мир у суспільстві, а не будь-яке теоретичне однаковість». Суддя Елон також запропонував істотно інший підхід до визнання єврейського права (Див. розділ «Спадщина єврейського народу і єврейське право»).

### Шаріатський (мусульманський) суд
Шаріатський суд є релігійним судом, що розглядає питання особистого статусу мусульман в Ізраїлі. Згідно статті 52 Указу короля в Раді щодо Ерец-Ісраель, у виняткову юрисдикцію шаріатського суду входять питання шлюбу і розлучення, а також деякі інші питання. З інших питань особистого статусу шаріатський суд має паралельну юрисдикцію з судом по сімейних справах. Шаріатський суд складається з двох інстанцій: до першої відноситься окружний шаріатський суд, до другої — Шаріатський апеляційний суд. До компетенції Шаріатського апеляційного суду входить розгляд апеляцій на рішення окружного шаріатського суду. Пост голови Шаріатського апеляційного суду з 1994 року обіймає каді Абед аль-Хакім Самара. Шаріатський апеляційний суд знаходиться в Єрусалимі, він також може проводити засідання в Баку ель-Гарбія. В Ізраїлі діють 8 окружних шаріатських судів, які розташовані в наступних містах: Акко, Бака ель-Гарбія, Беер-Шева, Єрусалим, Назарет, Тайбе, Хайфа, Яффо. Суддя шаріатського суду називається «каді». Порядок призначення кадіїв та закінчення терміну їх повноважень встановлюється Законом про кадиях. Керівництво шаріатськими судами здійснюється Управлінням шаріатських судів. Після проголошення держави Ізраїль і до 2001 року Управління діяло в рамках міністерства у справах релігій, потім воно було переведене у відомство міністерства юстиції.
Верховний суд є апеляційною інстанцією по відношенню до релігійних судам і БАГАЦ втручається в рішення шаріатського суду лише в небагатьох випадках. На початку 90-х років минулого століття шаріатський суд Ізраїлю в значній мірі розширив права мусульманських жінок на отримання розлучення. Це було досягнуто шляхом призначення представників сімей подружжя в якості арбітрів у відповідності зі статтею 130 Оттоманського закону про сім'ї від 1917 року, який застосовується в Ізраїлі по відношенню до мусульманських сім'ям.
Складніше йде справа з питанням про місце проживання дітей після розлучення батьків. Шаріатський суд віддає перевагу ісламським джерел права, відмінного від чинного в державі Закону про дієздатність і опікунство. Згідно з положеннями ханафітського мазхабу, прийнятого в Ізраїлі методу шаріатського права, хлопчик до 7 років і дівчинка до 9 років повинні перебувати у матері (або у іншої жінки, наприклад, бабусі), а потім вони переходять до батька. З іншого боку, рішення Багацу зобов'язують релігійні суди виконувати Закон про дієздатність і опікунство (і його принцип «благо дитини»). Останнім часом шаріатський суд постановив, що принцип «благо дитини» визнається шаріатом.

### Друзький релігійний суд
Друзький релігійний суд є судом, що розглядає питання особистого статусу друзів в Ізраїлі. У виключну юрисдикцію друзького релігійного суду входять питання шлюбу і розлучення. З інших питань друзький релігійний суд має паралельну юрисдикцію з судом по сімейних справах. З повним списком питань, що входять в компетенцію друзского суду, можна ознайомитися на сайті міністерства юстиції. Друзький релігійний суд складається з двох інстанцій: до першої відноситься друзький суд певного району, до другої — Друзький апеляційний суд. До компетенції Друзького апеляційного суду входить розгляд апеляцій на рішення друзского релігійного суду першої інстанції. Пост голови Друзького апеляційного суду займав шейх Амин Тариф, однак після його смерті у 1993 році цей пост залишається вільним. Друзький апеляційний суд знаходиться в Акко. В Ізраїлі діють 2 друзьких суду першої інстанції, які розташовані в Акко і Масаді (Голанські висоти). Суддя друзького суду називається «каді-мадхаб», порядок його призначення встановлюється Законом про друзьких релігійних судах. Керівництво друзькими судами здійснюється Управлінням друзьких судів. Після проголошення держави Ізраїль і до 2001 року Управління діяло в рамках міністерства у справах релігій, потім воно було переведене у відомство міністерства юстиції.
У часи Османської імперії і британського мандата в Палестині друзи безуспішно намагалися отримати статус релігійної громади і домогтися судової автономії. Тільки після утворення держави Ізраїль друзи були визнані релігійною громадою у 1957 році. У 1961 році в Ізраїлі запозичили дещо змінений Кодекс друзького сімейного права, розроблений друзької громадою Лівану в 1948 році, а в 1962 році був прийнятий закон про заснування друзького релігійного суду.
Друзьке релігійне право має ряд специфічних особливостей. Так, наприклад, друзька жінка (чоловік) має право звернутися до суду для отримання розлучення, і суддя має право розірвати шлюб навіть при відсутності згоди її чоловіка. Друзький чоловік не має право мати більше однієї дружини. Друзам також не можна вступати в змішані шлюби.

### Церковний (християнський) суд
Церковні релігійні суди розглядають питання особистого статусу християн в Ізраїлі, які належать до однієї з найвизначніших християнських релігійних громад. Згідно з Указом короля в Раді щодо Ерец-Ісраель, визнаними вважаються релігійні громади, імена яких включені в список, наведений в Указі, а також громади, офіційно оголошені такими рішеннями уряду. З часів британського мандата в зазначений список громад включені наступні дев'ять християнських релігійних громад: грецька православна, римо-католицька, вірменська апостольська (вірмено-григоріанська), вірмено-католицька, сирійська католицька (сіро-католицька), халдейська католицька, мелькитская греко-католицька, маронітська католицька і сирійська православна. У 1970 році десятої визнаної християнською громадою стала євангельська єпископальна громада (діоцез Єрусалиму). Лише після утворення Ізраїлю статус визнаних релігійних отримали три громади. Внутрішня автономія інших християнських громад не поширюється на судочинство, однак відсутність статусу «визнаних» не впливає на здатність цих невеликих громад вільно сповідувати свою релігію.
Крім статті 54 в Указі короля в Раді щодо Ерец-Ісраель, питання, пов'язані зі структурою християнських суден, призначенням суддів та порядку судочинства, не обумовлені в ізраїльських законах і на практиці регулюються кожною церквою в рамках її автономії. Таке положення може викликати певні труднощі, так як апеляційні інстанції деяких церков і їх вищі релігійні авторитети знаходяться за кордоном. Після того, як міністерство у справах релігій Ізраїлю було ліквідовано, відповідальність за питання, пов'язані з християнськими релігійними судами, покладено на міністерство юстиції, яка займається цими питаннями і після відновлення міністерства у справах релігій в 2008 році.

## Військовий трибунал
Військовий трибунал є спеціалізованим судом, що діє відповідно до Закону про військове судочинство. Під дію закону потрапляють військовослужбовці строкової і надстрокової служби, резервісти під час зборів, цивільні працівники Цахалу і деякі інші особи.
Визначення військових правопорушень наведені в частині 2 Закону про військовому судочинстві. Більш легкі правопорушення можуть бути розглянуті командиром в дисциплінарному порядку. Інші військові злочини входять до компетенції військового трибуналу, який також розглядає кримінальні справи військовослужбовців у відповідності з Законом про кримінальне право, Указом про небезпечні наркотики та іншими законами, а також дорожньо-транспортні правопорушення.
Зазвичай військовий трибунал діє в рамках судового округу, що є або військовим округом, або родом військ. Прийняття рішень про створення судових військових округів і призначення їх начальників входить у повноваження начальника Генштабу.

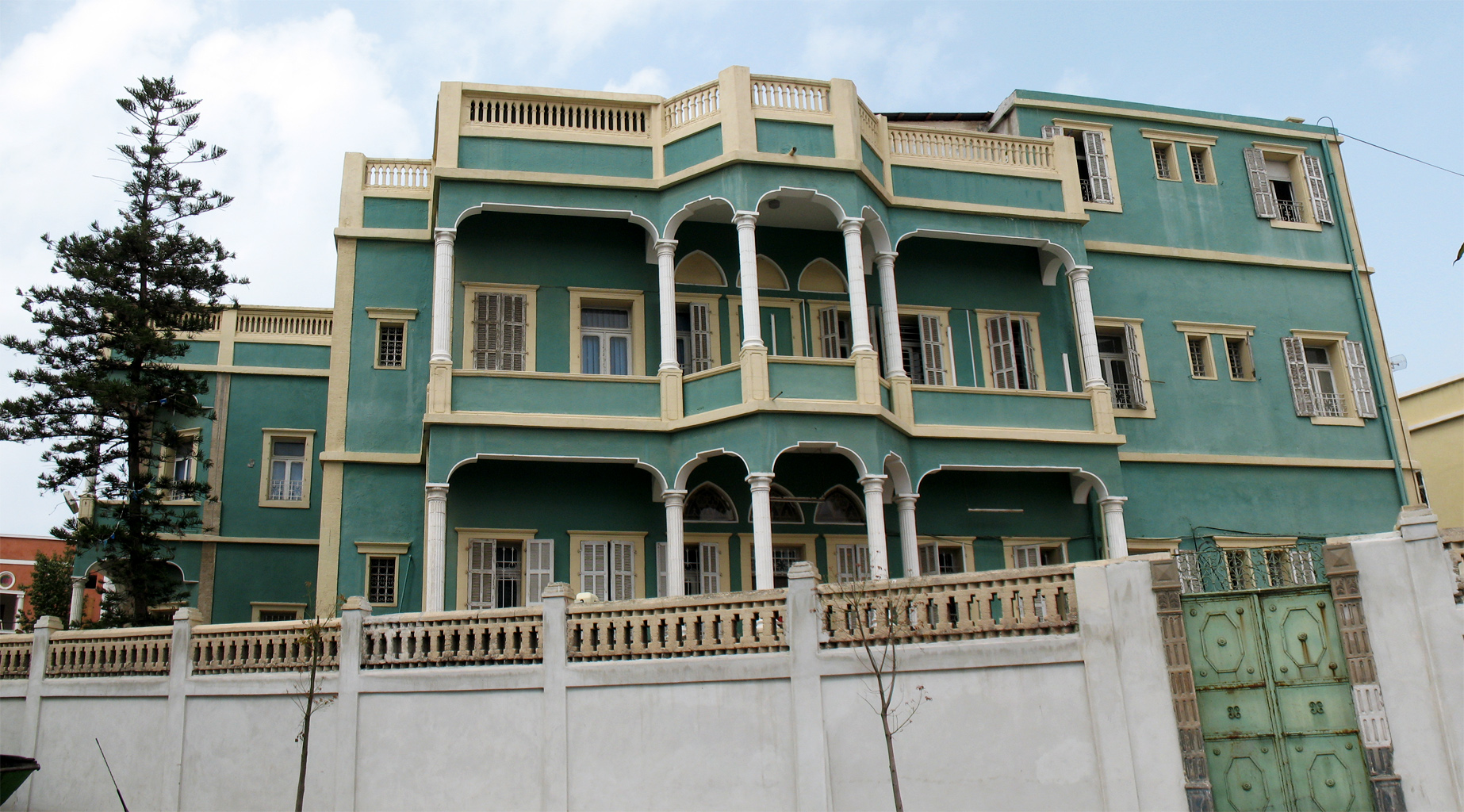
Будівля, у якій засідають військові трибунали в Яффо

Військовий трибунал складається з трибуналів першої інстанції і Військового апеляційного трибуналу. До компетенції Військового апеляційного трибуналу, яка засідає в Тель-Авіві в районі Ха-Кирья, входить розгляд апеляцій на рішення військових трибуналів першої інстанції. Посаду голови Військового апеляційного трибуналу з 2007 року обіймав генерал-майор Шай Янів, який також був командиром підрозділу військових трибуналів Цахалу. У 2016 році його змінив генерал-майор Дорон Файлес. До військових трибуналів першої інстанції відносяться окружний військовий трибунал, військовий трибунал особливого призначення, дорожньо-транспортний військовий трибунал, військово-польовий трибунал і військово-морський трибунал. На початку 2011 року діяло 8 окружних військових трибуналів:
- В Хайфі — трибунали північного округу і військово-морських сил
- В Яффо — трибунали центрального округу, військово-повітряних сил, Генштабу та командування тилу
- В Кір'ят-Малахі — трибунали південного округу і сухопутних військ

Справи офіцерів у званні сган алуфа (підполковника) і вище, а також звинувачення у злочинах, які караються стратою, розглядає окружний трибунал, а військовий трибунал особливого призначення, розташований у Тель-Авіві в районі Ха-Кирья. На чолі кожного окружного військового трибуналу і трибуналу особливого призначення стоїть голова, причому один і той же суддя може бути головою більш ніж одного з цих трибуналів. При кожному окружному військовому трибуналі діє дорожньо-транспортний військовий трибунал. При певних обставинах на військовому кораблі за межами прибережних вод Ізраїлю може бути створений військово-морський трибунал. Під час бойових дій може бути призначений військово-польовий трибунал. Обидва ці трибуналу, на відміну від інших військових трибуналів, створюються на тимчасовій основі.
У більшості судових процесів колегія суддів військового трибуналу складається з трьох осіб, однак колегія дорожньо-транспортного військового трибуналу складається з одного судді. Існують і інші вимоги до колегії суддів. Наприклад, до складу колегії окружного військового трибуналу входять професійний військовий суддя, що головує на процесі, і два представника армії, причому більшість членів колегії є офіцерами.
Вирок військового трибуналу першої інстанції можна оскаржити у Військовому апеляційному трибуналі.
Судовий контроль Верховного суду над рішеннями військових трибуналів здійснюється двома методами. У виняткових випадках, якщо має місце перевищення повноважень, наявність явної помилки або порушення принципів природної справедливості, БАГАЦ може втручатися в рішення військового трибуналу. Починаючи з 1986 року можна апелювати до Верховного суду на вирок Військового апеляційного трибуналу, однак для цього необхідно отримати дозвіл. Отримання дозволу на апеляцію у Верховний суд обумовлено тим, що в справі порушені важливі аспекти права, розгляд яких прокладає новий шлях до вирішення складних юридичних проблем.
Військовий трибунал є незалежним судом. Лише після того, як вирок трибуналу є остаточним і не підлягає оскарженню, міністр оборони має право пом'якшити смертний вирок. Інші покарання також можуть бути пом'якшені: вироки Військового апеляційного трибуналу і військового трибуналу особливого призначення — начальником Генштабу, інші вироки — начальниками судових військових округів.

## Адміністративний трибунал
Адміністративний трибунал — спеціалізований суд, який розглядає адміністративні спори. Адміністративними спорами є спори, сторонами яких, як правило, є державний адміністративний орган і приватна особа. Слухання в адміністративних трибуналах доповнюють роботу інших судових інстанцій, що розглядають справи адміністративного характеру. До цих інстанцій також відносяться суди загальної юрисдикції — БАГАЦ і суд з адміністративних питань.
В правовій системі, що ґрунтується на англійському загальному праві, контроль за адміністративними актами покладено головним чином на звичайні суди. У країнах континентального права функціонують адміністративні суди, відокремлені від системи звичайних судів. Ізраїль, будучи державою зі змішаною правовою системою, дотримується золотої середини також в питаннях організації системи судового контролю.
По мірі того, як в Ізраїлі зростала кількість адміністративних трибуналів, створених на підставі численних законів, система адміністративного судочинства ставала все більш складною, а трибунали застосовували найрізноманітніші підходи до питань процедури, докази та формування свого складу. Згідно з деякими джерелами, в 1971 році діяло понад 100 адміністративних трибуналів, згідно з іншими джерелами — приблизно 200. З метою ввести однаковість у роботу трибуналів у 1985 році був заснований Рада по справах адміністративних трибуналів, який підготував відповідний законопроєкт.
У 1992 році був прийнятий Закон про адміністративні трибунали. Згідно з цим законом, адміністративний трибунал — заснована міністром або іншим адміністративним органом інстанція, яка володіє повноваженнями адміністративного судочинства незалежно від того, називається вона трибуналом, комісією щодо оскарження адміністративних рішень (на івриті «ваадат арар»), апеляційною комісією (на івриті «ваадат ирур») або має іншу назву.
Одна з глав Закону встановлює порядок формування та повноваження Ради у справах адміністративних трибуналів, причому повноваження Ради поширюються на всі без винятку адміністративні трибунали. Інші глави Закону про адміністративні трибунали дійсні тільки для певної групи трибуналів. Ці трибунали або перераховані в додатку до Закону про адміністративні трибунали, які інші закони (наприклад, Закон про платній автодорозі (Ізраїльське національне шосе)) поширили на них дія Закону про адміністративні трибунали. До середини 2011 року Закон про адміністративні трибунали поширювався трохи більше, ніж на два десятки трибуналів.
Таким чином, утворилися дві групи адміністративних трибуналів: ті трибунали, чия робота в основному регулюється загальним законом — Законом про адміністративні трибунали, і трибунали, на які цей закон не поширюється. До першої групи відносяться: трибунал з антимонопольним обмежень; трибунал за типовими договорами; апеляційна комісія, що діє на підставі статті 26 Закону про інвалідів-жертви нацистських переслідувань; комісія по оскарженню рішень, діюча згідно статті 36а Закону про усиновлення та інші трибунали.
До другої групи відносяться: адміністративний трибунал по контролю за затриманням осіб, які незаконно перебувають в Ізраїлі; дисциплінарний трибунал для державних службовців, створений на підставі Закону про державній службі (дисципліна); дисциплінарний трибунал для працівників місцевих органів влади, що діє на підставі Закону про місцевих органах влади (дисципліна); комісія по оскарженню рішень, чинна згідно із Законом про реабілітації психічнохворих у громаді та інші трибунали.
Характеристики трибуналів, що відносяться до другої групи, досить різноманітні, і, мабуть, не слід розглядати їх як єдину систему судочинства. Надалі В цьому розділі обговорюються тільки загальні риси трибуналів першої групи. Міністр юстиції, порадившись з іншими особами і отримавши схвалення законодавчої комісії Кнесету, може включати в першу групу додаткові трибунали.

### Потрапляють під загальний закон трибунали
Головою колегії адміністративного трибуналу, згідно із загальним законом, призначається професійний суддя чи особа, що володіє необхідними для призначення на посаду судді якостями. Спеціальні закони, на підставі яких засновані адміністративні трибунали, можуть встановлювати інші вимоги по відношенню до голів колегій. Наприклад, у відповідності зі спеціальними законами, голови колегій трибуналів з антимонопольних обмежень та трибуналів за типовими договорами зобов'язані бути окружними суддями. Однак, якщо у спеціальному законі відсутня вказівка з якого-небудь питання, вступають в дію відповідні положення Закону про адміністративні трибунали.
Крім суддів до складу колегії адміністративних трибуналів також входять представники громадськості. В одних випадках ними можуть бути представники споживчих організацій або державних службовців, в інших випадках — фахівці в тій чи іншій області (лікарі, інженера, аудитори). Так, наприклад, в апеляційну комісію, що діє в силу статті 26а Закону про інвалідів (компенсація і реабілітація) [комбінована версія], входить принаймні один лікар-спеціаліст.
Призначення члена адміністративного трибуналу можливо тільки тоді, коли це не викликає конфлікту інтересів в результаті поєднання цією особою роботи в трибуналі і його іншої діяльності.
Відповідно до загального закону, остаточне рішення адміністративного трибуналу може бути оскаржено в окружному суді або, якщо колегію трибуналу очолював окружний суддя, — у Верховному суді. Апеляції на рішення деяких адміністративних трибуналів розглядаються в рамках окружного суду, яка засідає в якості суду з адміністративних питань. Для оскарження неостаточного рішення адміністративного трибуналу або рішення окружного суду другої інстанції необхідно отримати дозвіл.

### Критика
До прийняття Закону про адміністративні трибунали організація цих трибуналів та контроль над ними нерідко викликали критику ізраїльських правознавців.
Однак і після того, як набрав чинності цей Закон, критика адміністративних трибуналів зовсім не пом'якшилася. В кінці 2006 року голова комісії у справах судів при колегії адвокатів Ізраїлю звернувся до в. о. міністра юстиції і зазначив, що багато адміністративні трибунали не були внесені в додаток до Закону про адміністративні трибунали, у результаті чого відсутня прозорість при призначенні членів цих трибуналів. Голова комісії також зазначив, що Рада по справах адміністративних трибуналів давно не скликався, і тому немає серйозного контролю над діяльністю адміністративних трибуналів.
Пізніше керівник однієї з громадських організацій звинуватив міністерство юстиції в наступному: не надається інформація про адміністративні трибунали у відповідності з Законом про свободу інформації; має місце конфлікт інтересів в діях деяких суддів; відсутня достовірна інформація про діючі трибунали і про призначення суддів; Рада по справах адміністративних трибуналів тривалий час не діє.

## Загальна схема судової системи Ізраїлю (закінчення)
| Верховний суд                                                     |                                                                   |                                                                   |                                                                   |                                                                   |                                                                   |                       |                       |                                                  |                                                  |                                                  |                                                  |                                                  |                                                  |                          |                          |                          |                          |                                                       |                                                       |                                                       |                                                       |                                                       |                                                       |                                        |                                        |                                                 |                                                 |                                                 |                                                 |                                                 |                                                 |  |  |                                                          |                                                          |                                                          |                                                          |                                                          |                                                          |  |  |  |  |  |  |  |  |  |  |
| БАГАЦ                                                             |                                                                   |                                                                   |                                                                   |                                                                   |                                                                   |                       |                       |                                                  |                                                  |                                                  |                                                  |                                                  |                                                  |                          |                          |                          |                          |                                                       |                                                       |                                                       |                                                       |                                                       |                                                       |                                        |                                        |                                                 |                                                 |                                                 |                                                 |                                                 |                                                 |  |  |                                                          |                                                          |                                                          |                                                          |                                                          |                                                          |  |  |  |  |  |  |  |  |  |  |
|                                                                   |                                                                   |                                                                   |                                                                   |                                                                   |                                                                   |                       |                       |                                                  |                                                  |                                                  |                                                  |                                                  |                                                  |                          |                          |                          |                          |                                                       |                                                       |                                                       |                                                       |                                                       |                                                       |                                        |                                        |                                                 |                                                 |                                                 |                                                 |                                                 |                                                 |  |  |                                                          |                                                          |                                                          |                                                          |                                                          |                                                          |  |  |  |  |  |  |  |  |  |  |
|                                                                   |                                                                   |                                                                   |                                                                   |                                                                   |                                                                   |                       |                       |                                                  |                                                  |                                                  |                                                  |                                                  |                                                  |                          |                          |                          |                          |                                                       |                                                       |                                                       |                                                       |                                                       |                                                       |                                        |                                        |                                                 |                                                 |                                                 |                                                 |                                                 |                                                 |  |  |                                                          |                                                          |                                                          |                                                          |                                                          |                                                          |  |  |  |  |  |  |  |  |  |  |
| Ордер суду, трибуналу або іншому органу з судовими повноваженнями | Ордер суду, трибуналу або іншому органу з судовими повноваженнями | Ордер суду, трибуналу або іншому органу з судовими повноваженнями | Ордер суду, трибуналу або іншому органу з судовими повноваженнями | Ордер суду, трибуналу або іншому органу з судовими повноваженнями | Ордер суду, трибуналу або іншому органу з судовими повноваженнями |                       |                       | Судовий захист в ім'я справедливості             | Судовий захист в ім'я справедливості             | Судовий захист в ім'я справедливості             | Судовий захист в ім'я справедливості             | Судовий захист в ім'я справедливості             | Судовий захист в ім'я справедливості             |                          |                          |                          |                          | Ордер на звільнення незаконно затриманих і ув'язнених | Ордер на звільнення незаконно затриманих і ув'язнених | Ордер на звільнення незаконно затриманих і ув'язнених | Ордер на звільнення незаконно затриманих і ув'язнених | Ордер на звільнення незаконно затриманих і ув'язнених | Ордер на звільнення незаконно затриманих і ув'язнених |                                        |                                        |                                                 |                                                 |                                                 |                                                 |                                                 |                                                 |  |  |                                                          |                                                          |                                                          |                                                          |                                                          |                                                          |  |  |  |  |  |  |  |  |  |  |
| Ордер суду, трибуналу або іншому органу з судовими повноваженнями | Ордер суду, трибуналу або іншому органу з судовими повноваженнями | Ордер суду, трибуналу або іншому органу з судовими повноваженнями | Ордер суду, трибуналу або іншому органу з судовими повноваженнями | Ордер суду, трибуналу або іншому органу з судовими повноваженнями | Ордер суду, трибуналу або іншому органу з судовими повноваженнями |                       |                       | Судовий захист в ім'я справедливості             | Судовий захист в ім'я справедливості             | Судовий захист в ім'я справедливості             | Судовий захист в ім'я справедливості             | Судовий захист в ім'я справедливості             | Судовий захист в ім'я справедливості             |                          |                          |                          |                          | Ордер на звільнення незаконно затриманих і ув'язнених | Ордер на звільнення незаконно затриманих і ув'язнених | Ордер на звільнення незаконно затриманих і ув'язнених | Ордер на звільнення незаконно затриманих і ув'язнених | Ордер на звільнення незаконно затриманих і ув'язнених | Ордер на звільнення незаконно затриманих і ув'язнених |                                        |                                        |                                                 |                                                 |                                                 |                                                 |                                                 |                                                 |  |  |                                                          |                                                          |                                                          |                                                          |                                                          |                                                          |  |  |  |  |  |  |  |  |  |  |
|                                                                   |                                                                   |                                                                   |                                                                   |                                                                   |                                                                   |                       |                       |                                                  |                                                  |                                                  |                                                  |                                                  |                                                  |                          |                          |                          |                          |                                                       |                                                       |                                                       |                                                       |                                                       |                                                       |                                        |                                        |                                                 |                                                 |                                                 |                                                 |                                                 |                                                 |  |  |                                                          |                                                          |                                                          |                                                          |                                                          |                                                          |  |  |  |  |  |  |  |  |  |  |
|                                                                   |                                                                   |                                                                   |                                                                   |                                                                   |                                                                   |                       |                       |                                                  |                                                  |                                                  |                                                  |                                                  |                                                  |                          |                          |                          |                          |                                                       |                                                       |                                                       |                                                       |                                                       |                                                       |                                        |                                        |                                                 |                                                 |                                                 |                                                 |                                                 |                                                 |  |  |                                                          |                                                          |                                                          |                                                          |                                                          |                                                          |  |  |  |  |  |  |  |  |  |  |
|                                                                   |                                                                   |                                                                   |                                                                   |                                                                   |                                                                   |                       |                       |                                                  |                                                  |                                                  |                                                  |                                                  |                                                  |                          |                          |                          |                          |                                                       |                                                       |                                                       |                                                       |                                                       |                                                       |                                        |                                        |                                                 |                                                 |                                                 |                                                 |                                                 |                                                 |  |  |                                                          |                                                          |                                                          |                                                          |                                                          |                                                          |  |  |  |  |  |  |  |  |  |  |
| Військовий апеляційний суд                                        |                                                                   |                                                                   |                                                                   |                                                                   |                                                                   |                       |                       |                                                  |                                                  |                                                  |                                                  |                                                  |                                                  |                          |                          |                          |                          |                                                       |                                                       |                                                       |                                                       |                                                       |                                                       |                                        |                                        |                                                 |                                                 |                                                 |                                                 |                                                 |                                                 |  |  |                                                          |                                                          |                                                          |                                                          |                                                          |                                                          |  |  |  |  |  |  |  |  |  |  |
| Апеляції на рішення військового суду першої інстанції             | Апеляції на рішення військового суду першої інстанції             | Апеляції на рішення військового суду першої інстанції             | Апеляції на рішення військового суду першої інстанції             | Апеляції на рішення військового суду першої інстанції             | Апеляції на рішення військового суду першої інстанції             |                       |                       | Комісії щодо оскарження адміністративних ордерів | Комісії щодо оскарження адміністративних ордерів | Комісії щодо оскарження адміністративних ордерів | Комісії щодо оскарження адміністративних ордерів | Комісії щодо оскарження адміністративних ордерів | Комісії щодо оскарження адміністративних ордерів |                          |                          |                          |                          | Оскарження рішень про адміністративні арешти          | Оскарження рішень про адміністративні арешти          | Оскарження рішень про адміністративні арешти          | Оскарження рішень про адміністративні арешти          | Оскарження рішень про адміністративні арешти          | Оскарження рішень про адміністративні арешти          |                                        |                                        |                                                 |                                                 |                                                 |                                                 |                                                 |                                                 |  |  |                                                          |                                                          |                                                          |                                                          |                                                          |                                                          |  |  |  |  |  |  |  |  |  |  |
| Апеляції на рішення військового суду першої інстанції             | Апеляції на рішення військового суду першої інстанції             | Апеляції на рішення військового суду першої інстанції             | Апеляції на рішення військового суду першої інстанції             | Апеляції на рішення військового суду першої інстанції             | Апеляції на рішення військового суду першої інстанції             |                       |                       | Комісії щодо оскарження адміністративних ордерів | Комісії щодо оскарження адміністративних ордерів | Комісії щодо оскарження адміністративних ордерів | Комісії щодо оскарження адміністративних ордерів | Комісії щодо оскарження адміністративних ордерів | Комісії щодо оскарження адміністративних ордерів |                          |                          |                          |                          | Оскарження рішень про адміністративні арешти          | Оскарження рішень про адміністративні арешти          | Оскарження рішень про адміністративні арешти          | Оскарження рішень про адміністративні арешти          | Оскарження рішень про адміністративні арешти          | Оскарження рішень про адміністративні арешти          |                                        |                                        |                                                 |                                                 |                                                 |                                                 |                                                 |                                                 |  |  |                                                          |                                                          |                                                          |                                                          |                                                          |                                                          |  |  |  |  |  |  |  |  |  |  |
|                                                                   |                                                                   |                                                                   |                                                                   |                                                                   |                                                                   |                       |                       |                                                  |                                                  |                                                  |                                                  |                                                  |                                                  |                          |                          |                          |                          |                                                       |                                                       |                                                       |                                                       |                                                       |                                                       |                                        |                                        |                                                 |                                                 |                                                 |                                                 |                                                 |                                                 |  |  |                                                          |                                                          |                                                          |                                                          |                                                          |                                                          |  |  |  |  |  |  |  |  |  |  |
|                                                                   |                                                                   |                                                                   |                                                                   |                                                                   |                                                                   |                       |                       |                                                  |                                                  |                                                  |                                                  |                                                  |                                                  |                          |                          |                          |                          |                                                       |                                                       |                                                       |                                                       |                                                       |                                                       |                                        |                                        |                                                 |                                                 |                                                 |                                                 |                                                 |                                                 |  |  |                                                          |                                                          |                                                          |                                                          |                                                          |                                                          |  |  |  |  |  |  |  |  |  |  |
|                                                                   |                                                                   |                                                                   |                                                                   |                                                                   |                                                                   |                       |                       |                                                  |                                                  |                                                  |                                                  |                                                  |                                                  |                          |                          |                          |                          |                                                       |                                                       |                                                       |                                                       |                                                       |                                                       |                                        |                                        |                                                 |                                                 |                                                 |                                                 |                                                 |                                                 |  |  |                                                          |                                                          |                                                          |                                                          |                                                          |                                                          |  |  |  |  |  |  |  |  |  |  |
| Військовий суд першої інстанції в Юдеї і Самарії                  | Військовий суд першої інстанції в Юдеї і Самарії                  | Військовий суд першої інстанції в Юдеї і Самарії                  | Військовий суд першої інстанції в Юдеї і Самарії                  | Військовий суд першої інстанції в Юдеї і Самарії                  | Військовий суд першої інстанції в Юдеї і Самарії                  |                       |                       |                                                  |                                                  |                                                  |                                                  |                                                  |                                                  |                          |                          |                          |                          |                                                       |                                                       |                                                       |                                                       |                                                       |                                                       |                                        |                                        | Судовий контроль над адміністративними арештами | Судовий контроль над адміністративними арештами | Судовий контроль над адміністративними арештами | Судовий контроль над адміністративними арештами | Судовий контроль над адміністративними арештами | Судовий контроль над адміністративними арештами |  |  |                                                          |                                                          |                                                          |                                                          |                                                          |                                                          |  |  |  |  |  |  |  |  |  |  |
| Військовий суд першої інстанції в Юдеї і Самарії                  | Військовий суд першої інстанції в Юдеї і Самарії                  | Військовий суд першої інстанції в Юдеї і Самарії                  | Військовий суд першої інстанції в Юдеї і Самарії                  | Військовий суд першої інстанції в Юдеї і Самарії                  | Військовий суд першої інстанції в Юдеї і Самарії                  | Військовий суд в Юдеї | Військовий суд в Юдеї | Військовий суд в Юдеї                            | Військовий суд в Юдеї                            | Військовий суд в Юдеї                            | Військовий суд в Юдеї                            |                                                  |                                                  | Військовий суд в Самарії | Військовий суд в Самарії | Військовий суд в Самарії | Військовий суд в Самарії | Військовий суд в Самарії                              | Військовий суд в Самарії                              |                                                       |                                                       |                                                       |                                                       | Військовий суд у справах неповнолітніх | Військовий суд у справах неповнолітніх | Військовий суд у справах неповнолітніх          | Військовий суд у справах неповнолітніх          | Військовий суд у справах неповнолітніх          | Військовий суд у справах неповнолітніх          | Судовий контроль над адміністративними арештами | Судовий контроль над адміністративними арештами |  |  | Суддя, який контролює рішення про адміністративні арешти | Суддя, який контролює рішення про адміністративні арешти | Суддя, який контролює рішення про адміністративні арешти | Суддя, який контролює рішення про адміністративні арешти | Суддя, який контролює рішення про адміністративні арешти | Суддя, який контролює рішення про адміністративні арешти |  |  |  |  |  |  |  |  |  |  |

Колір фону
- — суд загальної юрисдикції
- — ізраїльський військовий суд

## Військовий суд в Юдеї та Самарії
Військові суди першої інстанції були засновані в 1967 році на територіях, що утримуються Ізраїлем після Шестиденної війни. Суди створені згідно з декретами командувача ізраїльськими військами та Наказом про забезпечення безпеки. Діяльність судів бере до уваги положення міжнародного публічного права. В 1989 році був заснований Військовий апеляційний суд. У 2009 році був заснований військовий суд у справах неповнолітніх.
Законодавство Юдеї і Самарії з питань безпеки складається з декретів і наказів, виданих командувачем ізраїльськими військами. Військові влади регіону обмежені рамками звичайного міжнародного права, чинного на контрольованих територіях. На регіон поширюються принципи ізраїльського адміністративного права, судовий контроль здійснюється БАГАЦем. В Юдеї і Самарії продовжує діяти право, колишнє в силі до 1967 року остільки, оскільки воно не суперечить законодавству, виданим командувачем. Таким чином, залишаються в силі елементи йорданського права, Постанова про оборону (надзвичайний стан) від 1945 року, інші частини британського мандатного права і деякі положення оттоманського права. Законодавчі повноваження військовокомандувача дозволяють йому вносити поправки у місцеве законодавство. Так, наприклад, в йорданський кримінальний закон 1960 року були внесені зміни, пов'язані з дорожньо-транспортними порушеннями.
Ізраїльська юрисдикції не була поширена на територію Юдеї та Самарії. Регіон знаходиться в юрисдикції ізраїльського військового суду, а також у юрисдикції судової системи Палестинської адміністрації. Після підписання Ізраїльсько-палестинського тимчасової угоди по Західному берегу та сектору Газа у 1995 році на території Юдеї і Самарії розділена на 3 зони: зона «A» включає сім міст, заселених палестинцями; зона «B» складається з кількох сотень палестинських містечок і сіл; зона «C» складається з всіх інших територій та включає ізраїльські поселення і військові об'єкти. Місто Хеврон розділений на зони «H-1» і «H-2» згідно з Хевронским угодою: ЦАХАЛ відвів війська із зони «H-1», але контролює зону «H-2», в якій знаходиться єврейський квартал.
У функціональну юрисдикцію військового суду входить розгляд правопорушень, установлених законодавством з питань безпеки, а також іншими джерелами права, що діють в регіоні. Ця юрисдикція поширюється також на осіб, чиї правопорушення були вчинені поза території Юдеї і Самарії, однак загрожували громадському порядку або безпеки регіону, чи були вчинені в зоні «A» цього регіону і представляли загрозу його безпеці. При розгляді правопорушень, що входять до компетенції місцевих судів Юдеї і Самарії, військовий суд має паралельну з цими судами юрисдикцію. У зонах «A» і «B» багато повноваження були передані Палестинському раді. Ізраїльський військовий суд в основному зберігає повноваження в галузі злочинів проти безпеки, а також повноваження щодо всіх ізраїльтян, повноваження на території зони «C» і деякі інші повноваження.
Прикладом правопорушень проти безпеки може служити терористична діяльність, що включає в себе підготовку та участь у терактах проти держави та її громадян. До цієї категорії відносяться акти терористів-смертників, стрільба з вогнепальної зброї, належність до терористичної організації. Крім того, до правопорушень належать загрози громадському порядку, камнеметание, кидання пляшок із запальною сумішшю, незаконне перебування на території Ізраїлю та інші порушення.
Поряд з кримінальним переслідуванням, військова прокуратура Юдеї і Самарії надає сприяння у виданні наказів про адміністративні арешти (затримання). Можливість застосування адміністративних арештів закріплена в законодавстві з питань безпеки і в міжнародному публічному праві. Наказ про адміністративний арешт видає військовий командир у випадках, коли немає іншої можливості запобігти небезпеку громадському порядку або безпеки регіону. Кожен наказ про адміністративний арешт контролюється суддею, який може затвердити наказ, скасувати його або скоротити термін арешту.
Військовий суд складається з військових судів першої інстанції і Військового апеляційного суду.
До компетенції Військового апеляційного суду, розташованого на військовій базі Офер" недалеко від Гіват-Зеева, входить розгляд апеляцій на рішення військових судів першої інстанції. Судді апеляційного суду також розглядають апеляції, пов'язані з судовим контролем над адміністративними арештами, і складають апеляційну комісію по оскарженню обмежувальних ордерів. Посаду голови Військового апеляційного суду займає полковник Натанель Бенішу.
Військовий суд першої інстанції Самарії розташований на військовій базі «Салем» поблизу перехрестя Мегіддо. Військовий суд першої інстанції Юдеї та військовий суд у справах неповнолітніх розташовані на базі «Офер». Після видання наказу про адміністративний арешт затриманий повинен протягом 8 днів постати перед суддею, контролюючим рішення про адміністративні арешти. Засідання суду, пов'язані з судовим контролем над адміністративними арештами, проводяться на військовій базі "Офер" і на військовій базі "Кциот" поблизу Ніцани.
Судова колегія військового суду першої інстанції може складатися з одного або трьох суддів залежно від тяжкості покарання, передбаченого законом (наказом). В колегію військового суду входять як офіцери строкової служби, так і резервісти, проте всі судді колегії повинні мати юридичну підготовку.
Згідно із законом (наказом) військовий суд у справах неповнолітніх розглядає правопорушення осіб, що не досягли 16 років, однак на практиці цей вік був підвищений до 18. Судді військових судів першої інстанції проходять спеціальну підготовку, після якої вони можуть бути суддями у справах неповнолітніх.
Голова Військового апеляційного суду і підрозділ військового суду в Юдеї та Самарії підпорядковані голові Військового апеляційного трибуналу. При виконанні судових повноважень суддям військового суду гарантована незалежність.